# Хндзореск
Хндзоре́ск (арм. Խնձորեսկ) — село в восточной части Сюникской области Армении.

## Этимология
Название «Хндзореск» дословно переводится с армянского языка как «Яблочный». Согласно одной из версий, поселение было названо так, потому что в этой местности произрастало большое количество яблонь. По другой версии, в старину село называлось Хор Дзор (арм. Խոր Ձոր, Глубокая Пропасть), или Хордзореск, потому как оно находилось в глубоком ущелье. Видоизменившись со временем, это название превратилось в Хндзореск».

## География
Село расположено в 8 км к востоку от города Горис, недалеко от шоссе Горис — Степанакерт. Главная достопримечательность — «пещерный город», Старый Хндзореск — село, раскинувшееся на протяжении около 3 км на склонах глубокого ущелья, долгое время бывшее одним из самых многолюдных сёл Сюника. В XX веке поселение было перенесено на вершину каньона. Последние жители покинули Хндзореск в середине 70-х годов.
Климат села умеренный, земли — плодородные, обширные, но не орошаются. Местность не лесистая.

## История
Хндзореск упоминается ещё Степаносом Орбеляном. Согласно налоговому списку XIII века, село платило Татевскому монастырю 10 драмов налогов. Село активно участвовало в свободительном движении Давид-Бека. Степанос Шаумян, один из его военачальников, в своём дневнике упоминает Хндзореск. В 1728-30 гг. крепость Хндзореска была местом базирования войск Мхитара Спарапета.
В 1735 г. католикос Абраам Кретаци посетил село и оставил его описание. По его словам, в то время пещеры использовались не только как жилища, но и как убежища. В расположенные на высоте 20-30 м дома, жильцы поднимались с помощью верёвок. Дома были расположены так, что крыша одного служила как бы садом для другого, а издалека село напоминало огромный многоэтажный дом.
Хндзореск был самым большим селом Восточной Армении. В 1913 году в селе было 27 магазинов, 7 школ. Коммунистическое объединение в Хндзореске, первое в районе, было создано в апреле 1919 года. В Великой Отечественной войне участвовали около 1300 сельчан, 480 из которых погибли. Село дало стране одного генерала, 8 полковников, 80 офицеров, более 200 орденоносцев.

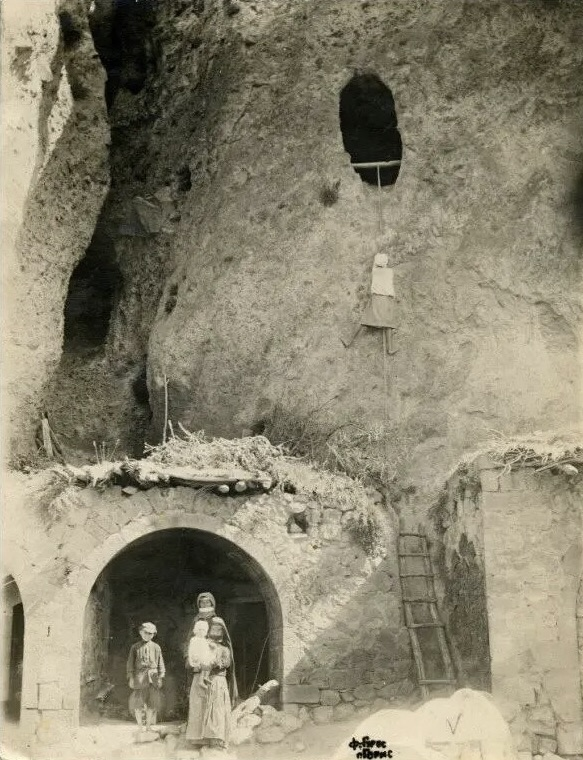
Пещерные жилища в 1883 года

## Достопримечательности
К значимым историческим памятникам относятся крепость Хндзореска, старинная церковь св. Рипсиме, церковь св. Тадевоса, церковь-школа «Анапат». Церковь св. Рипсиме (1663) — с известковыми стенами, колокольней, наружной системой арок. Церковь св. Тадевос (XVII век) поменьше, но того же типа. Развалины церкви «Анапат», старого писчего центра, находятся на северо-западной окраине. На церковном кладбище находится могила армянского полководца Мхитара Спарапета, трагически погибшего около 1730 года в окрестностях Хндзореска. В Хндзореске также сохранились 2 родника-памятника (XVII век).

## Население
| Год       | 1823 | 1831 | 1842 | 1863 | 1874 | 1897 | 1912 | 1914 | 1926 | 1939 | 1959 | 1979 | 2001 | 2007 | 2023 |
| Население | 1100 | 1342 | 1451 | 2956 | 3369 | 4200 | 7705 | 8335 | 8300 | 2980 | 1992 | 1820 | 1954 | 1920 | 2018 |

Согласно Кавказскому календарю на 1912 г., население села к 1911 г. составляло 7 705 человек, в основном армяне. К 1914 г. — 8 335 человек, так же преимущественно армяне.

## Известные уроженцы
- Сурен Айвазян (1915—1981) — армянский советский прозаик.
- Народная артистка СССР (1956) Татевик Сазандарян (1916—1999).
- Прозаик Гарегин Севунц (1911—1969).
- Прозаик Айвазян Сурен Бахшиевич (1915—1981).
- Композитор Арам Сатунц.
- Гвардии лейтенант, командир эскадрона Герой Советского Союза Арзуманов Гурген Музаевич (р. 10 марта 1914 — 22 сентября 1943) (в селе в честь героя установлен обелиск)
- Герой соц. труда, академик Армянской сельскохозяйственной академии Микаел Гюльхасян (1927—2012).
- Гвардии генерал-майор, командир 174 гвардейской стрелковой дивизии Карапетян Сергей Исаевич (1899—1954).

## Галерея

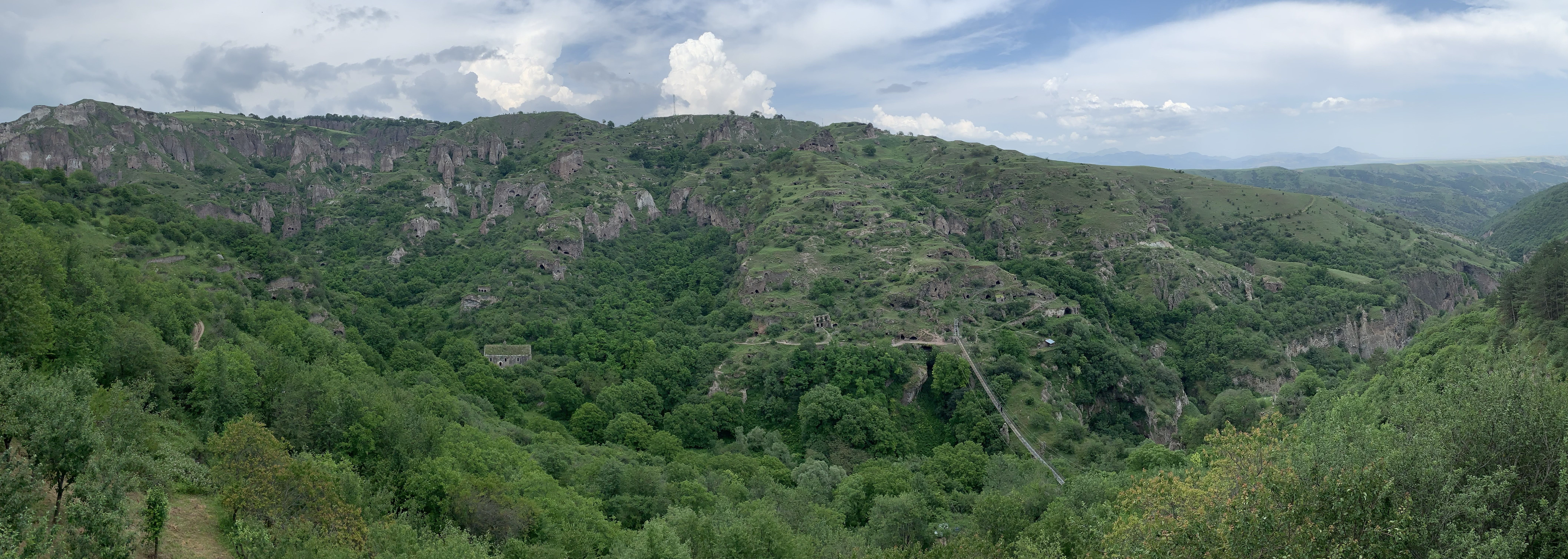

Общие виды
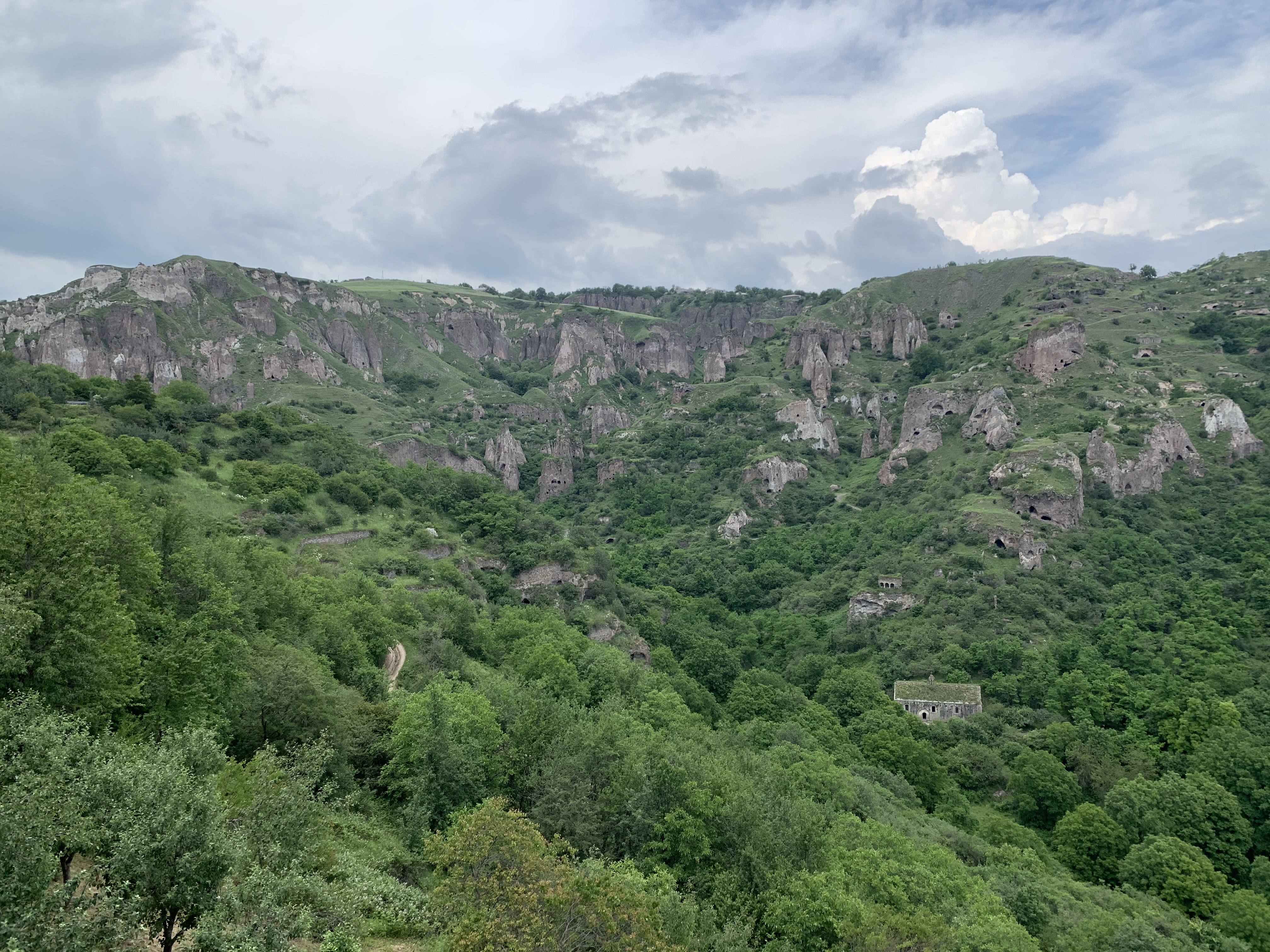
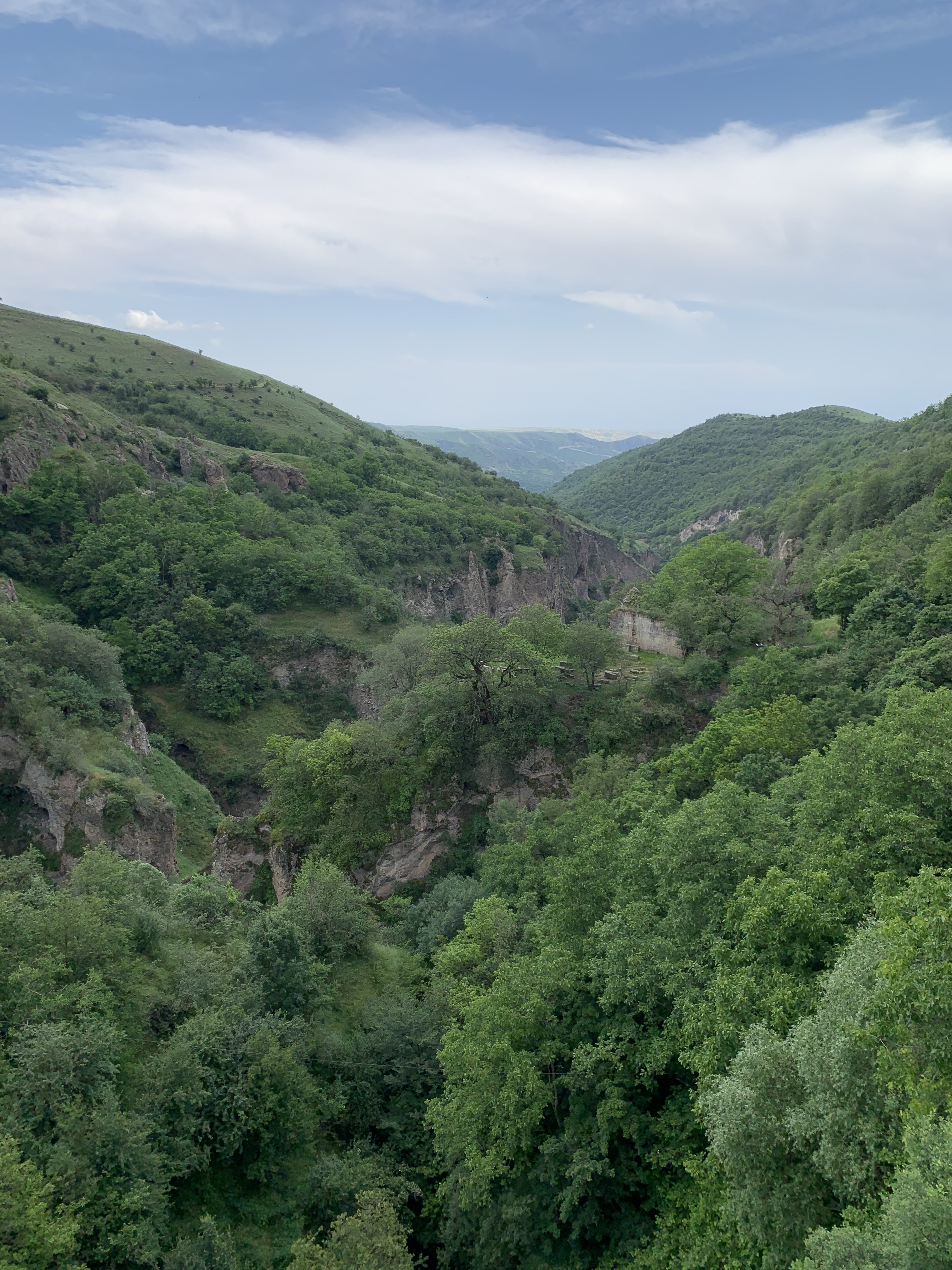
Вид на пустынь XIX века
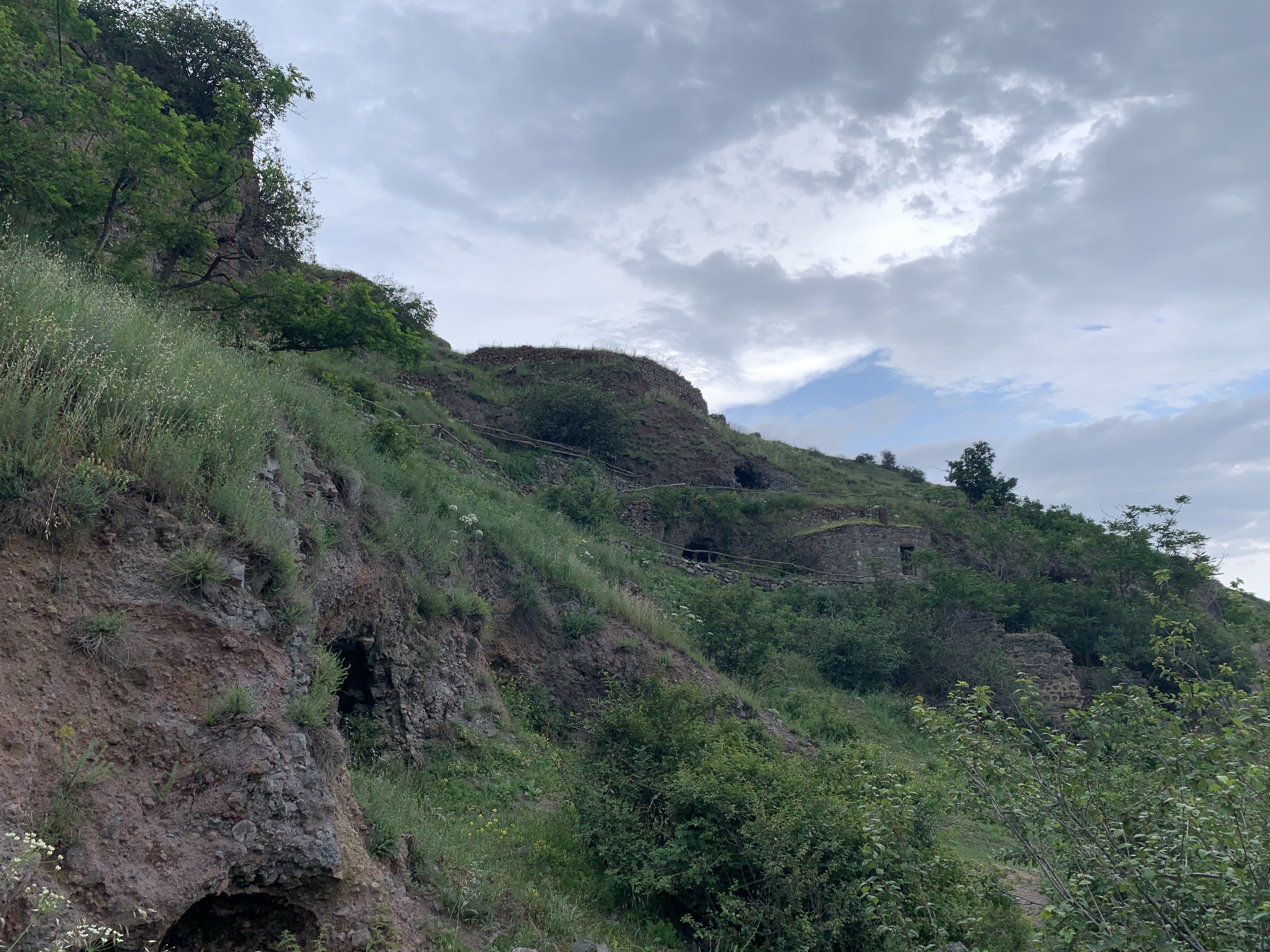
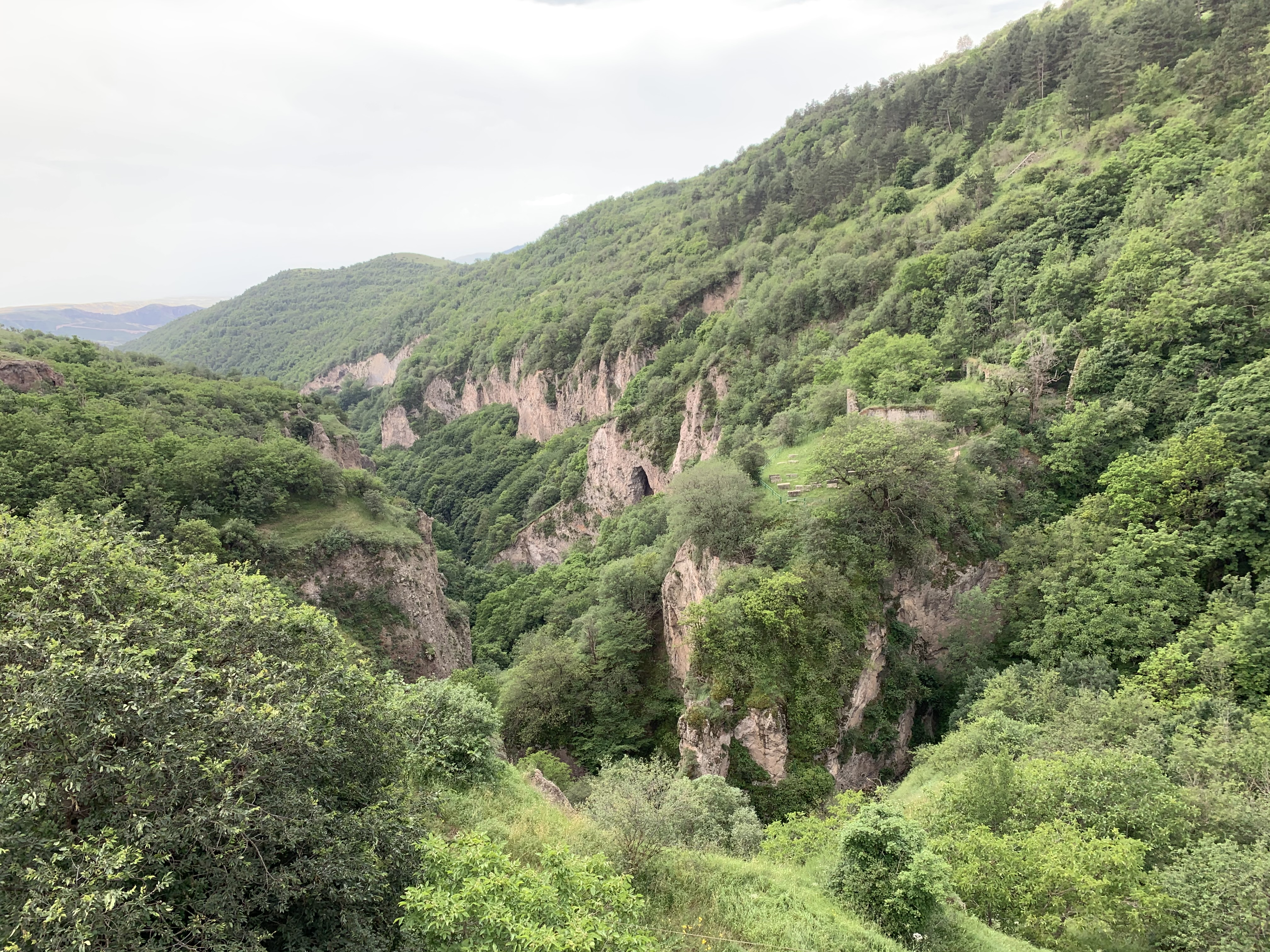
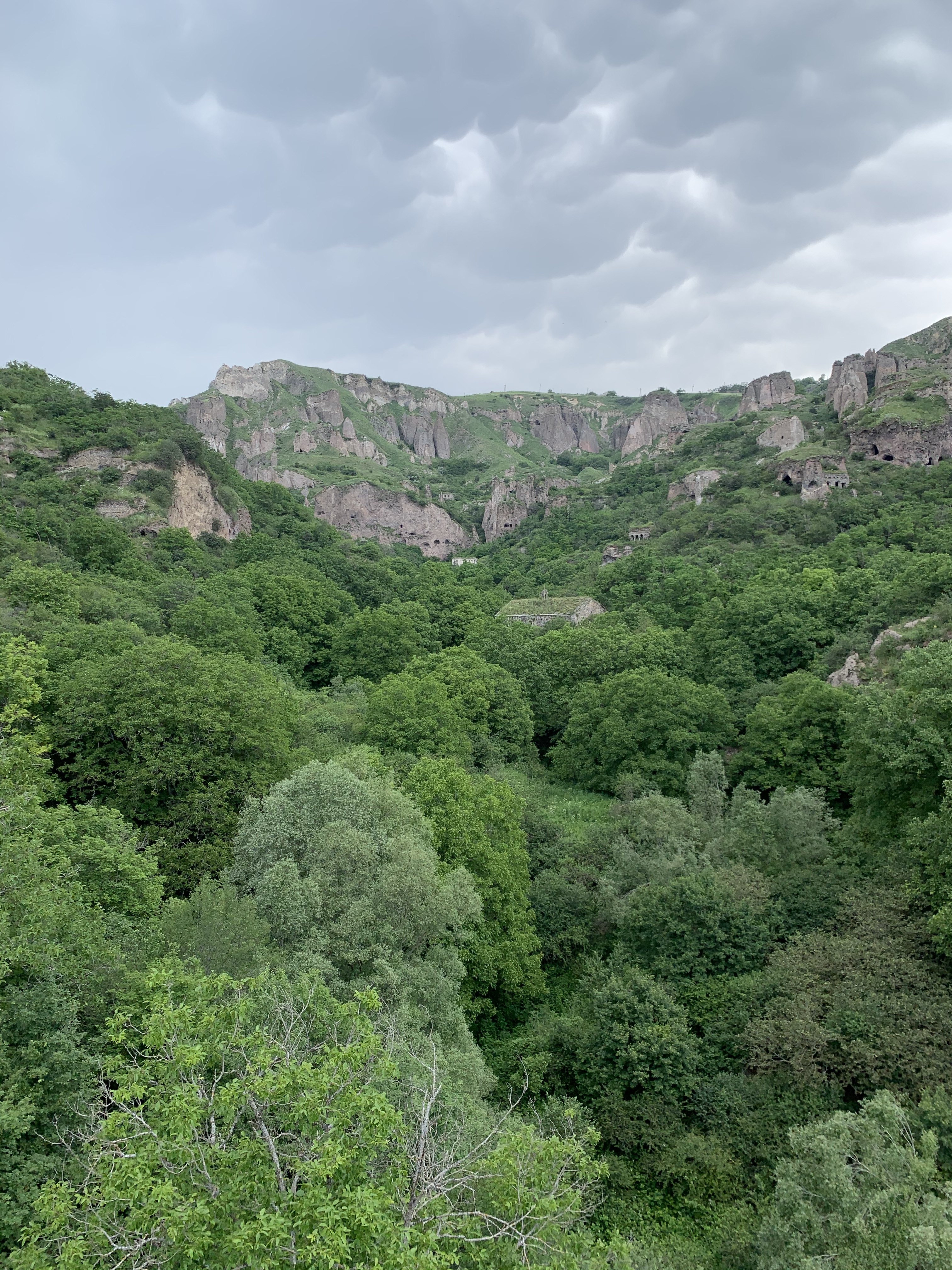
Вид на церковь Святой Рипсиме, 1665 год
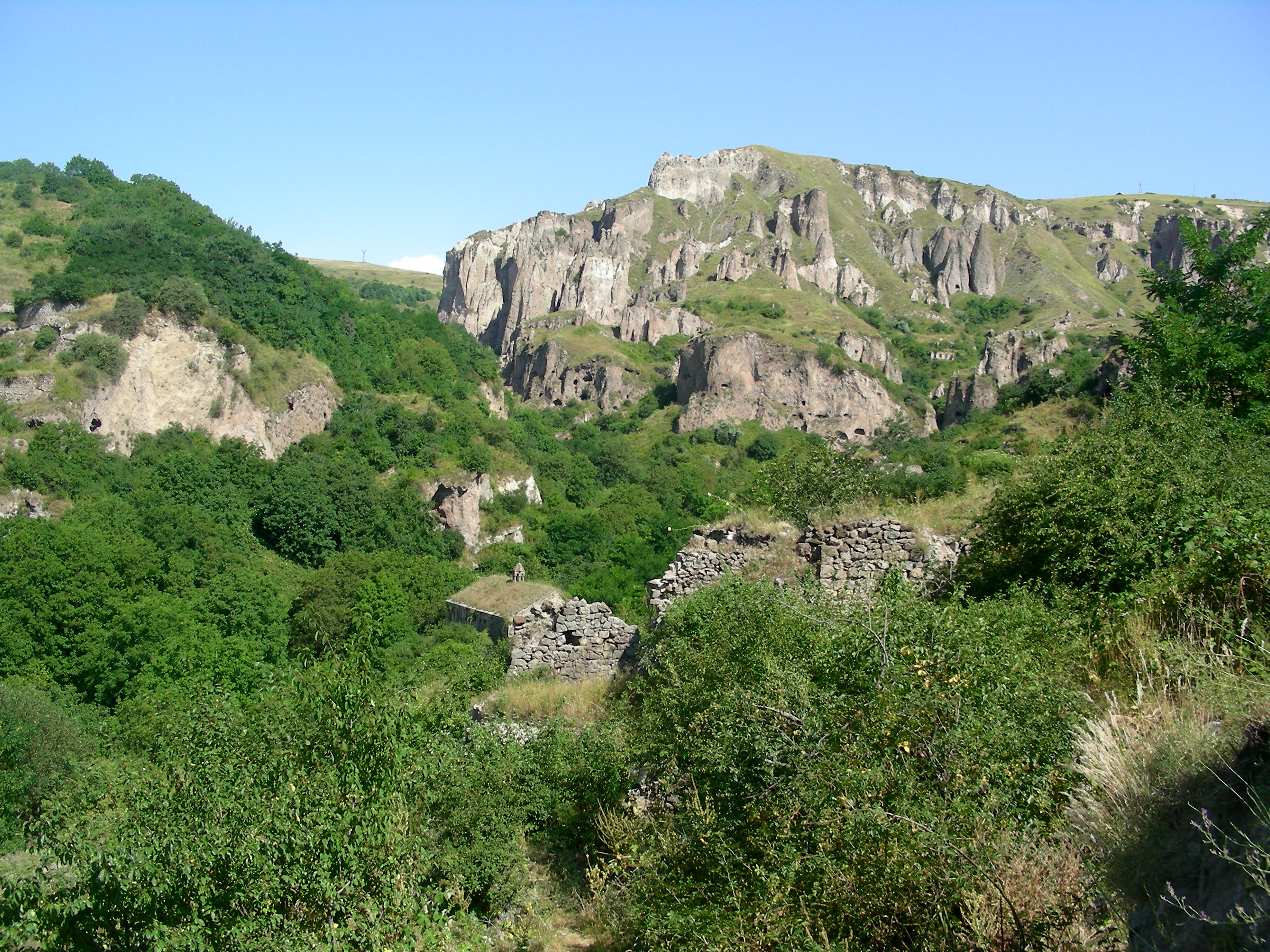
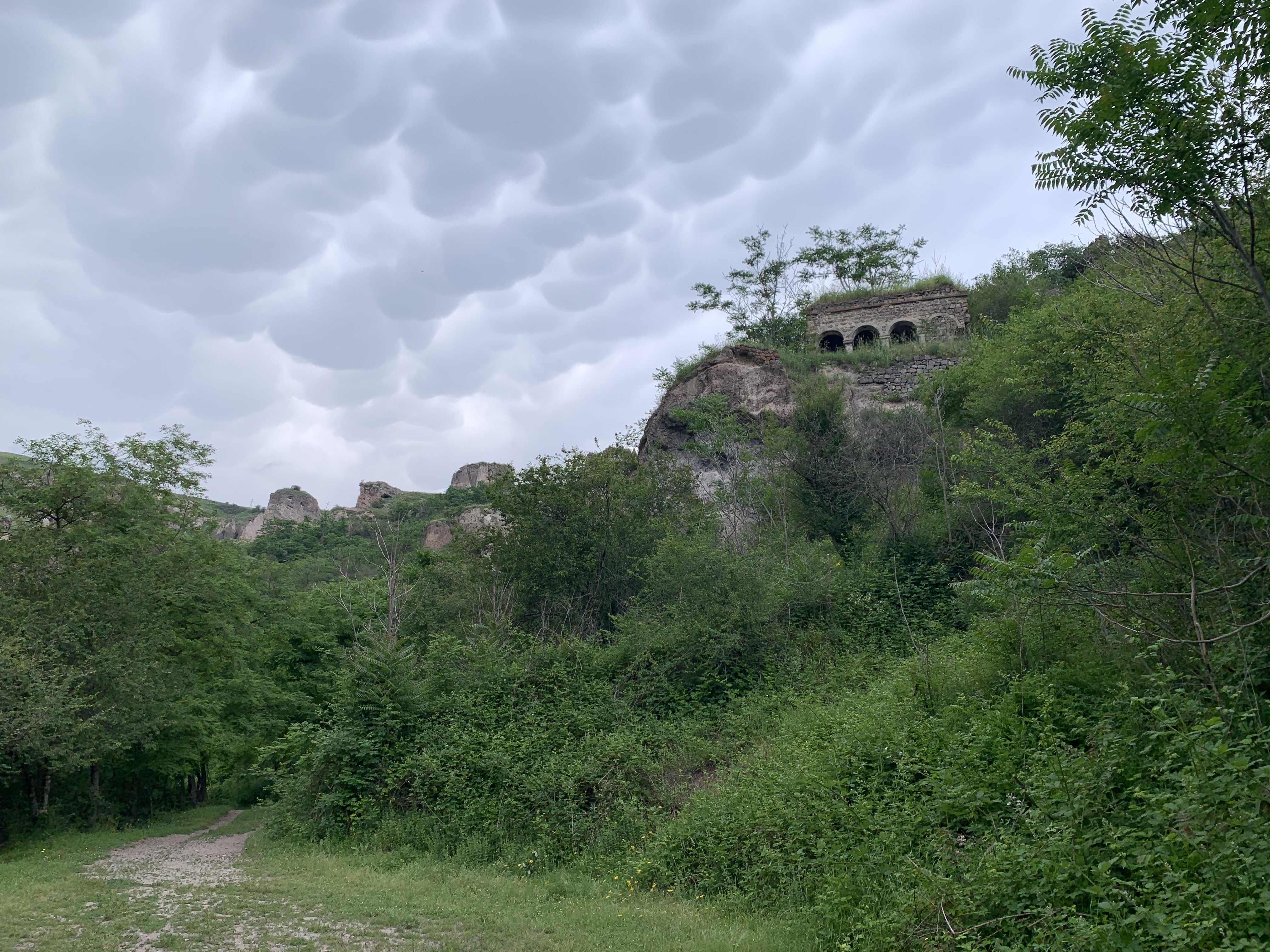
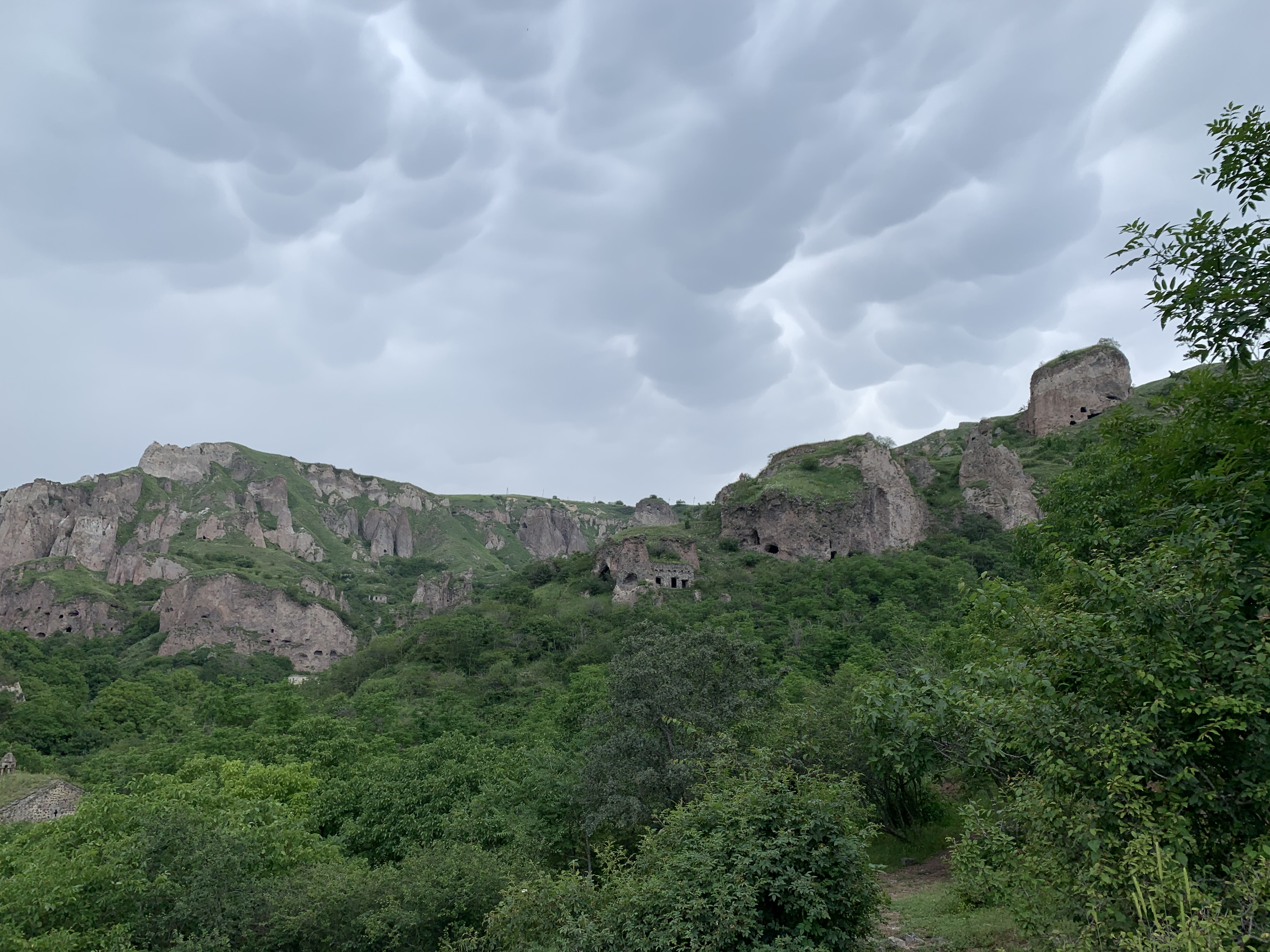
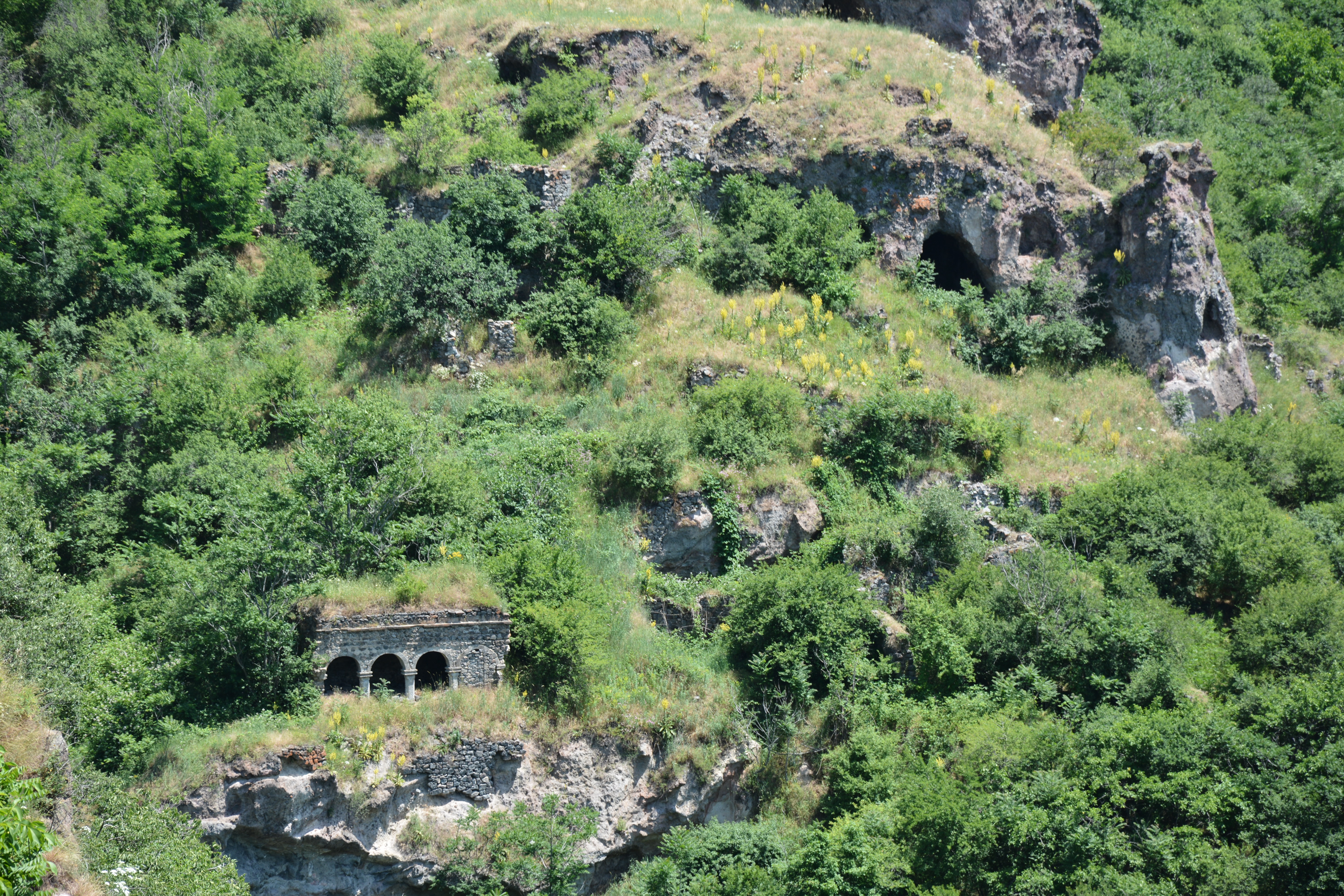
Останки дворца армянских меликов
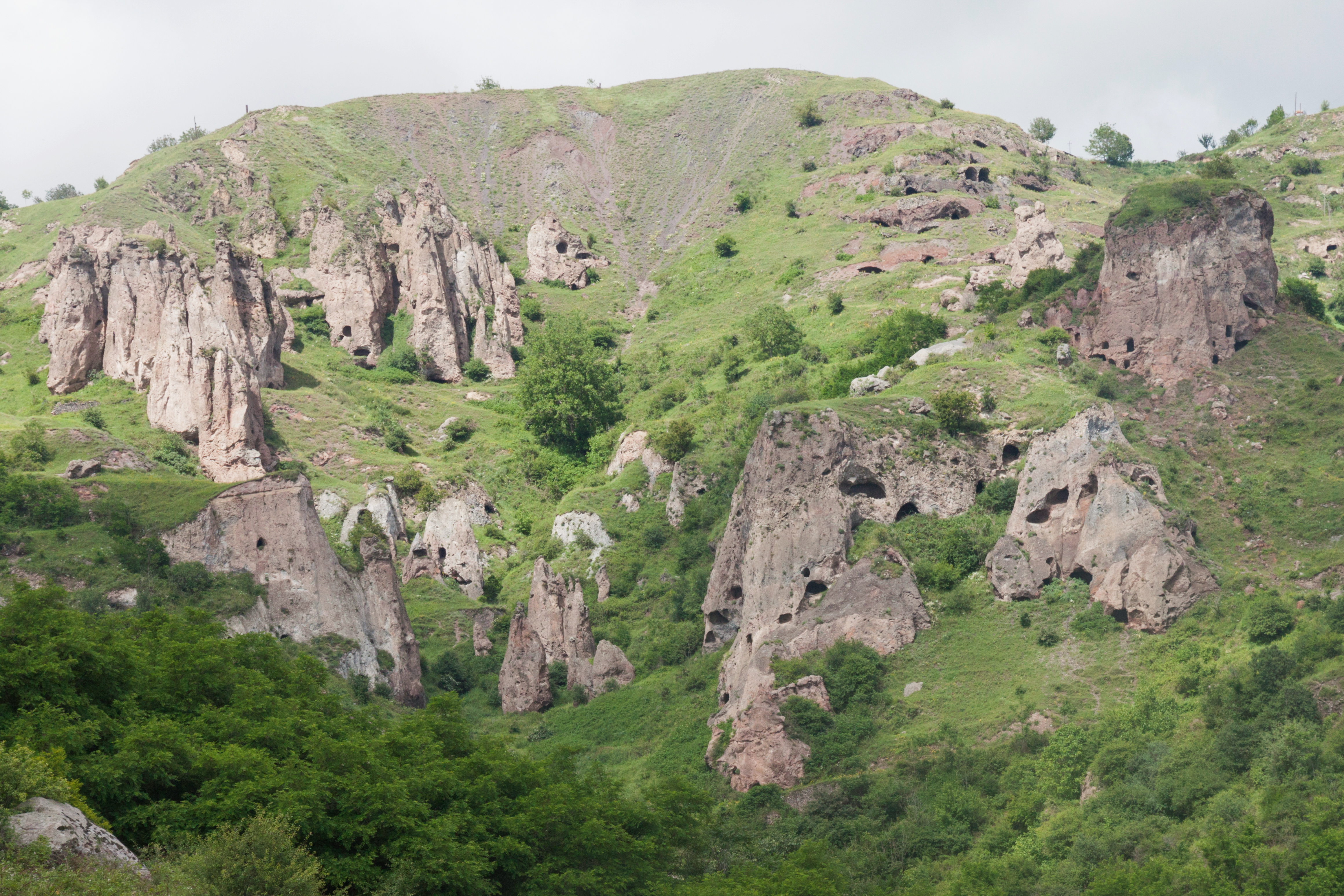
Скальный пещеры

Разные изображения
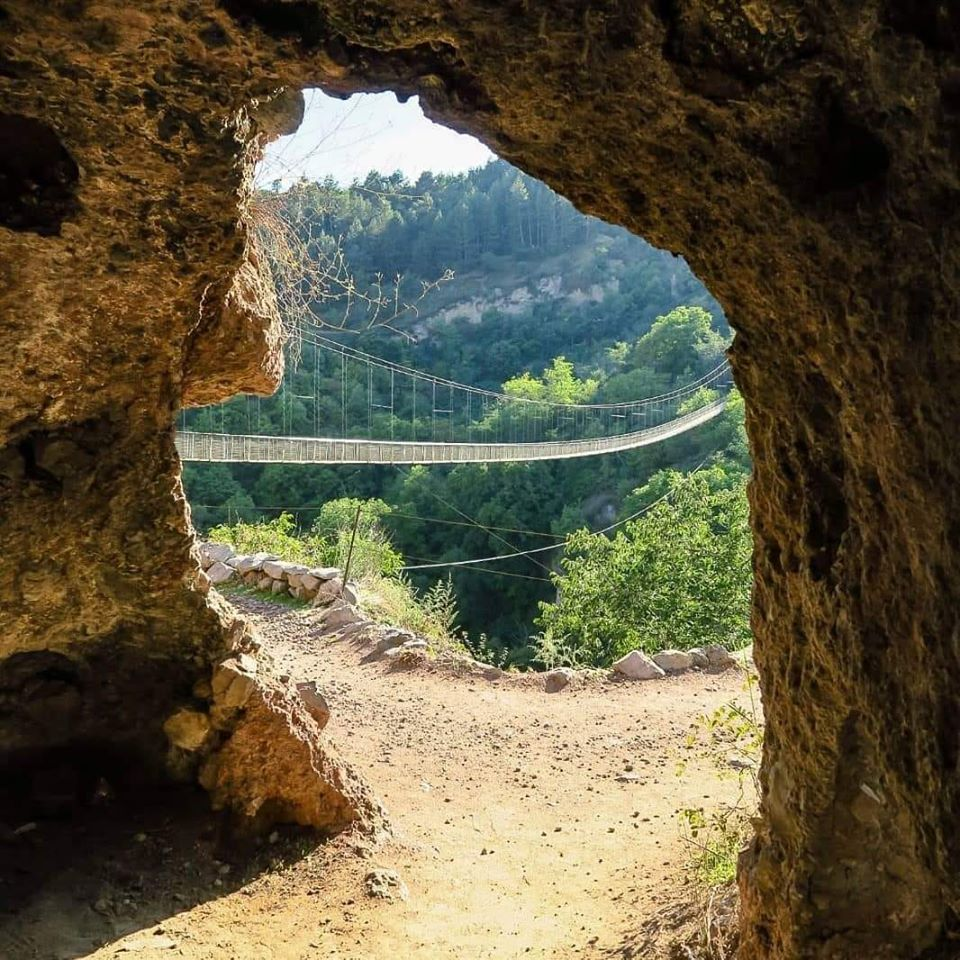
Подвесной мост
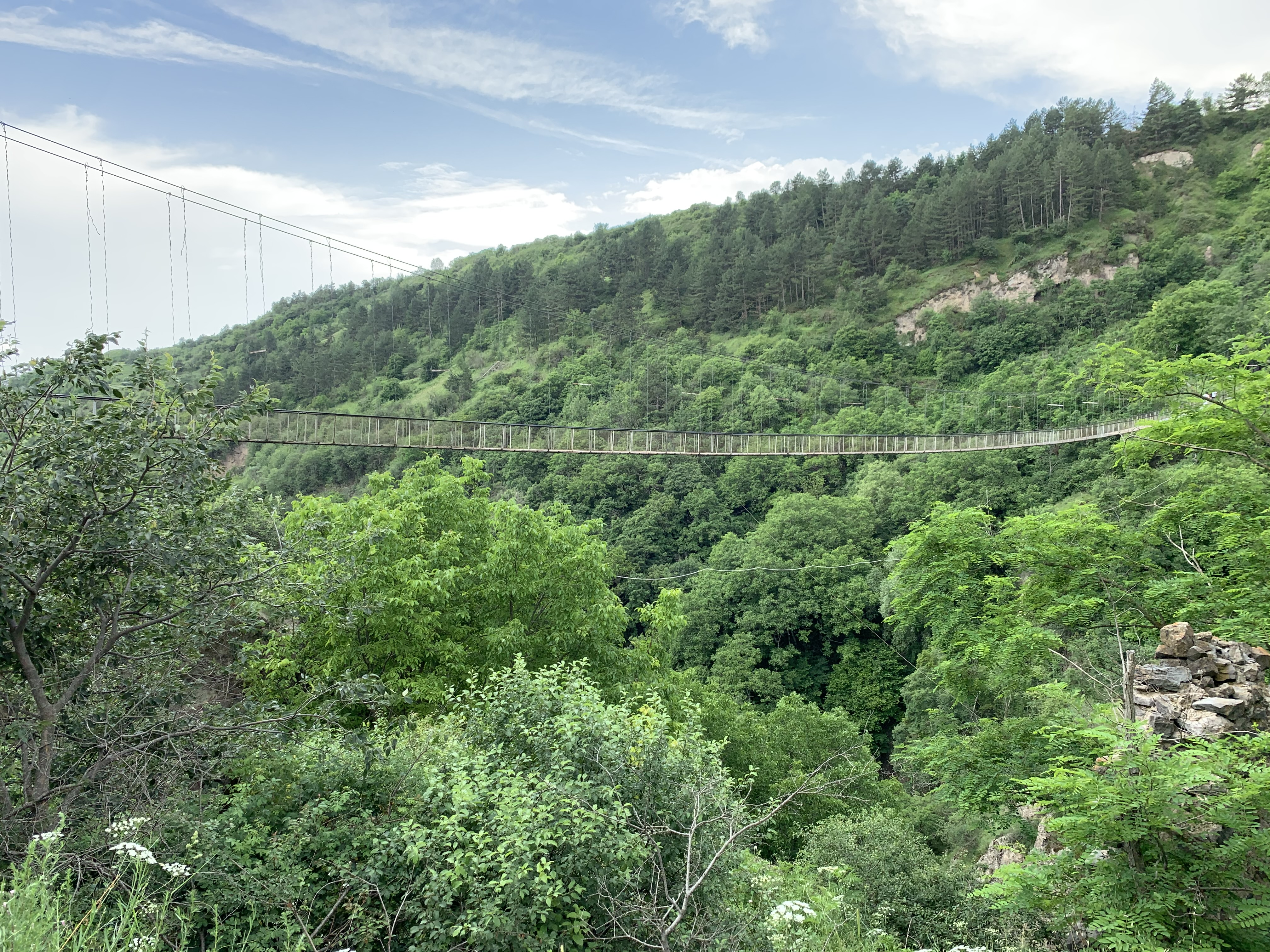
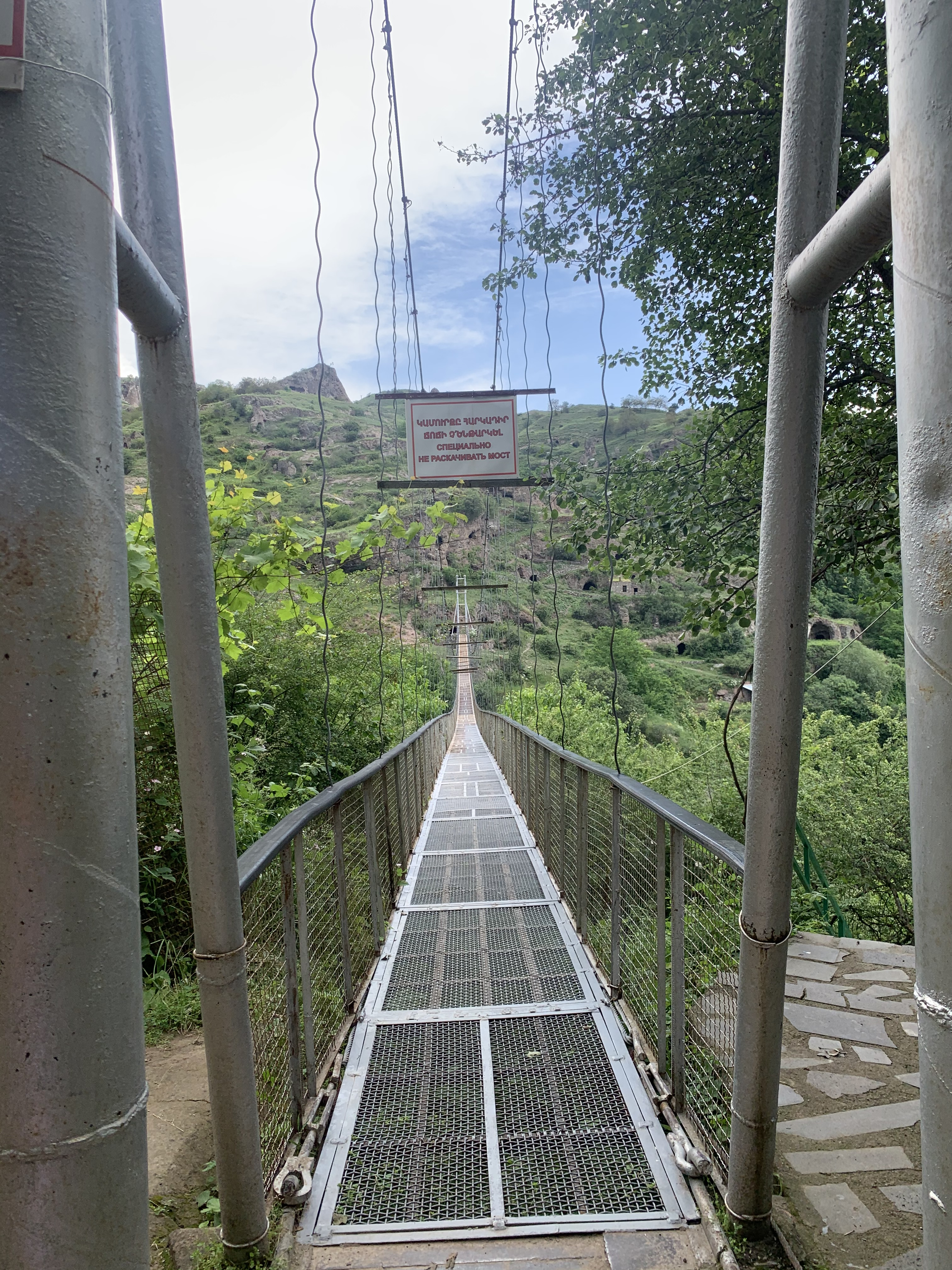
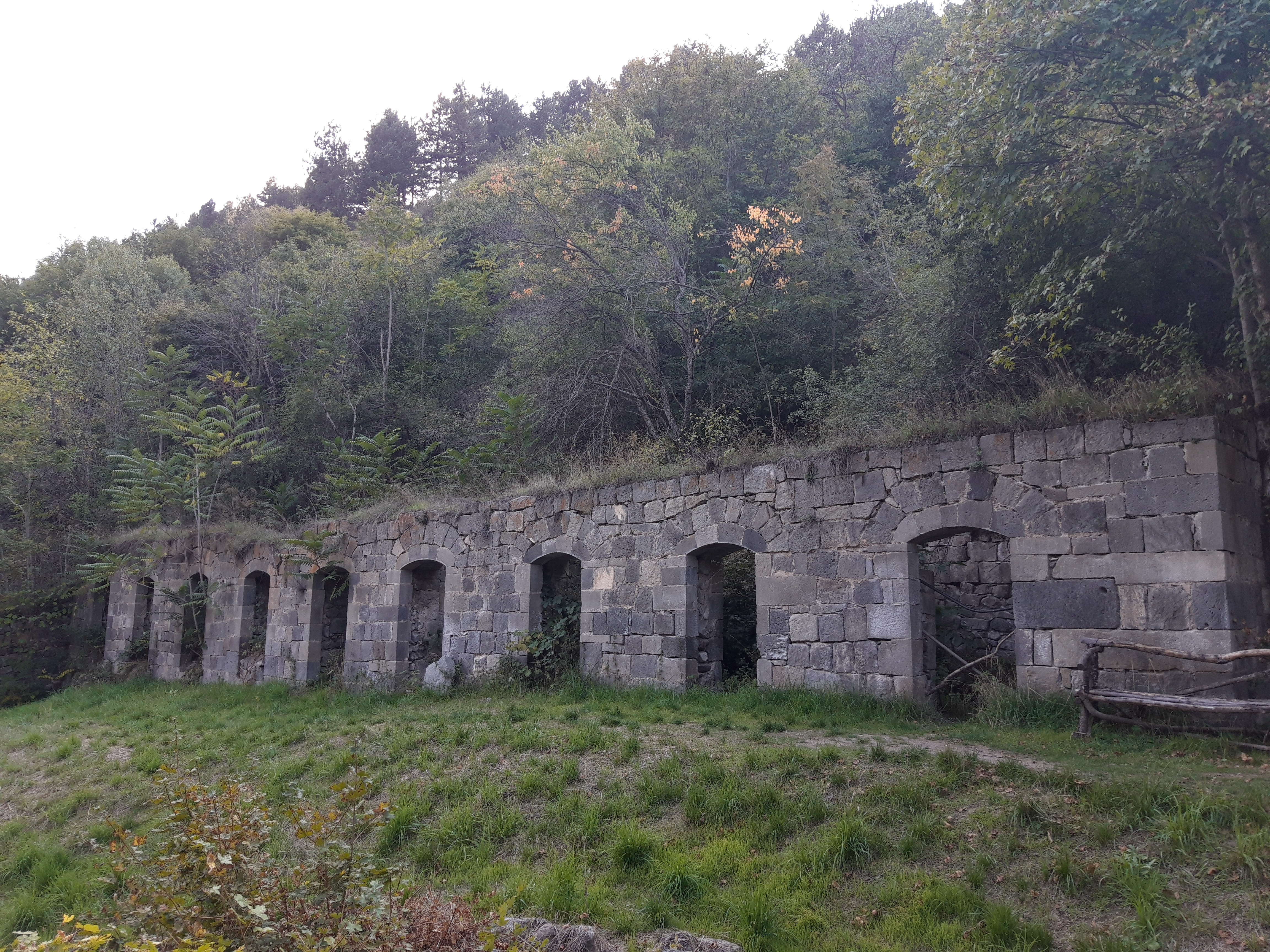
Разрушенное здание школы царского периода, 1840 год
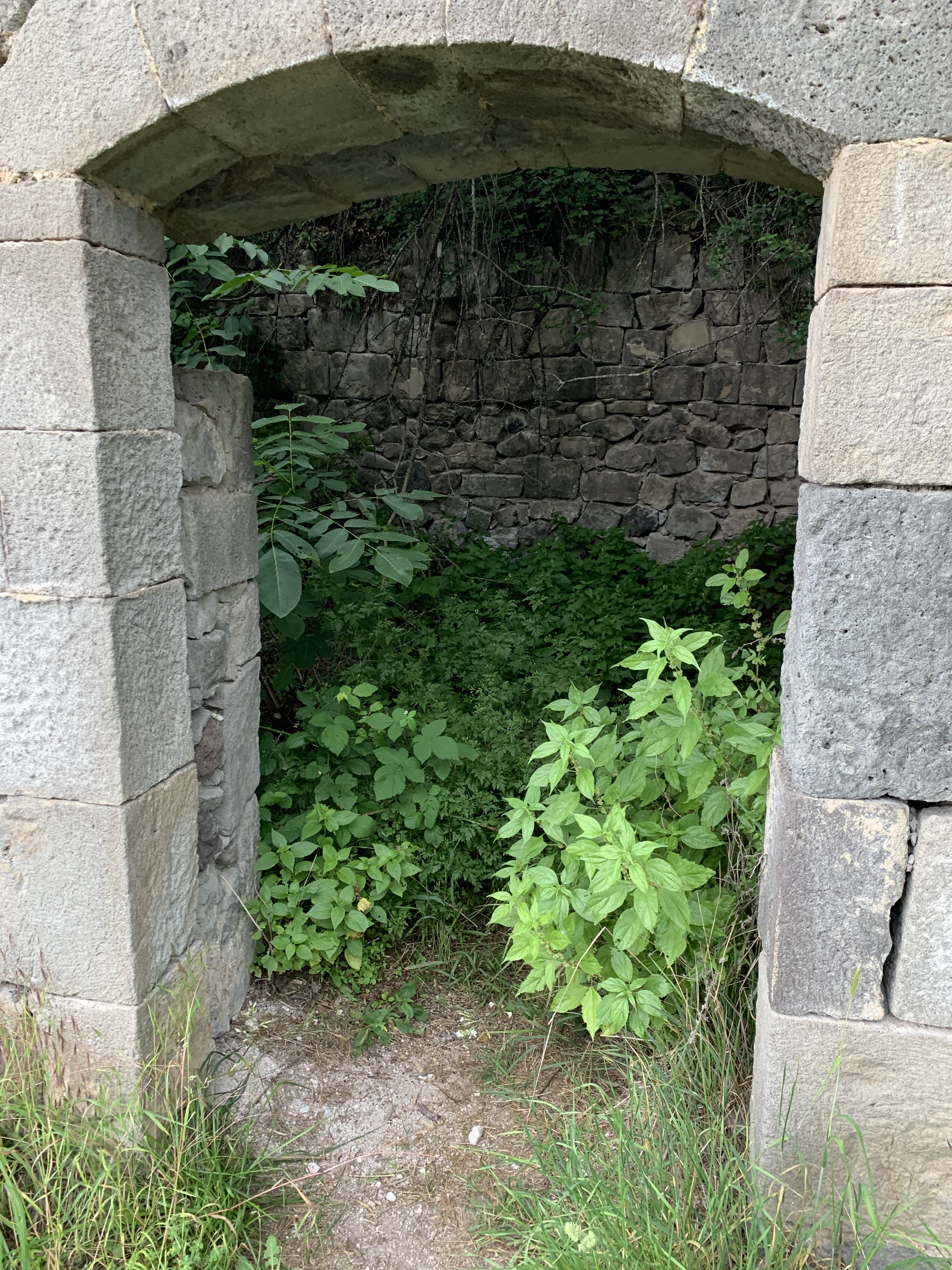
Школа
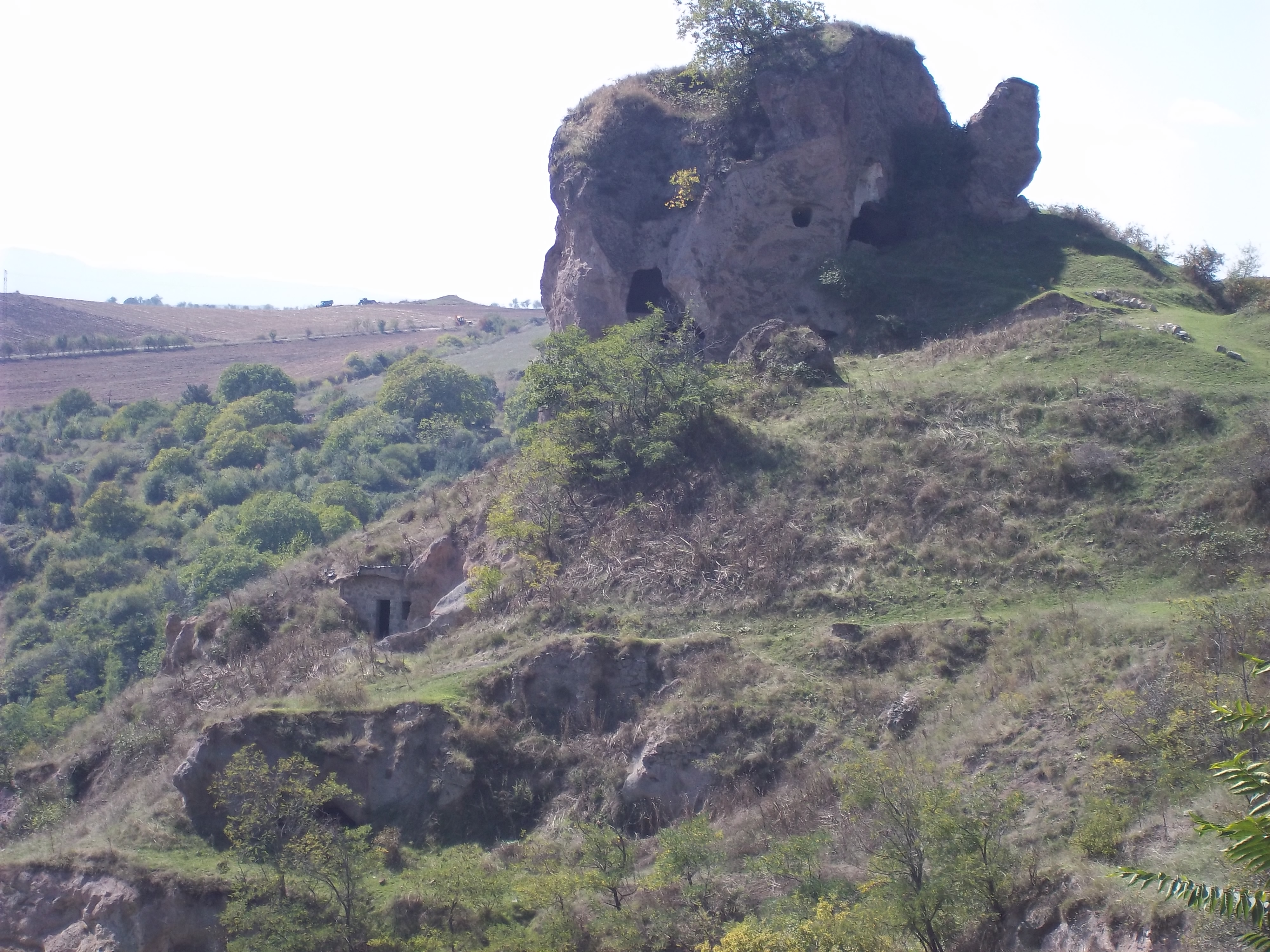
Останки древней крепости
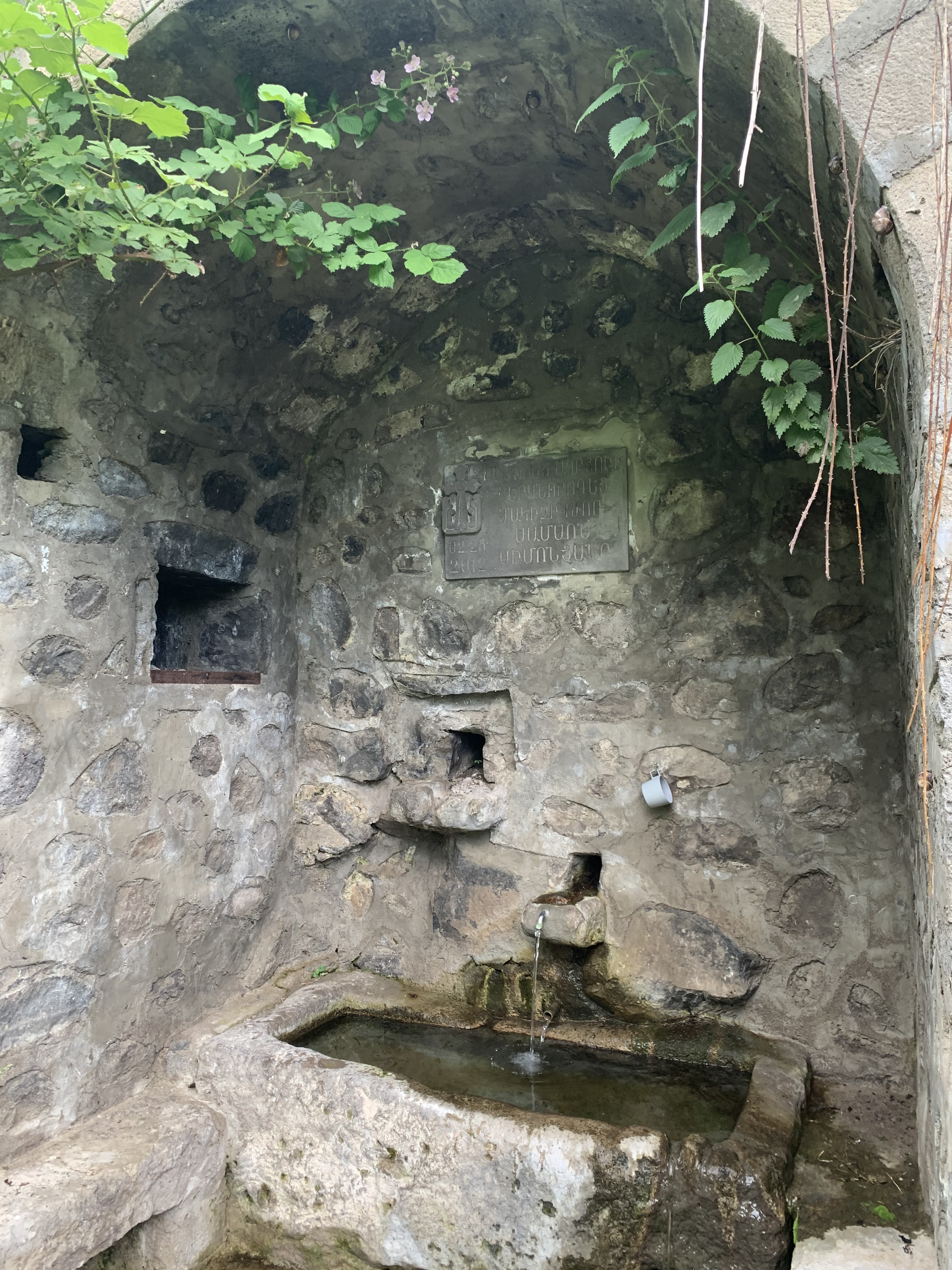
Источник XIX века
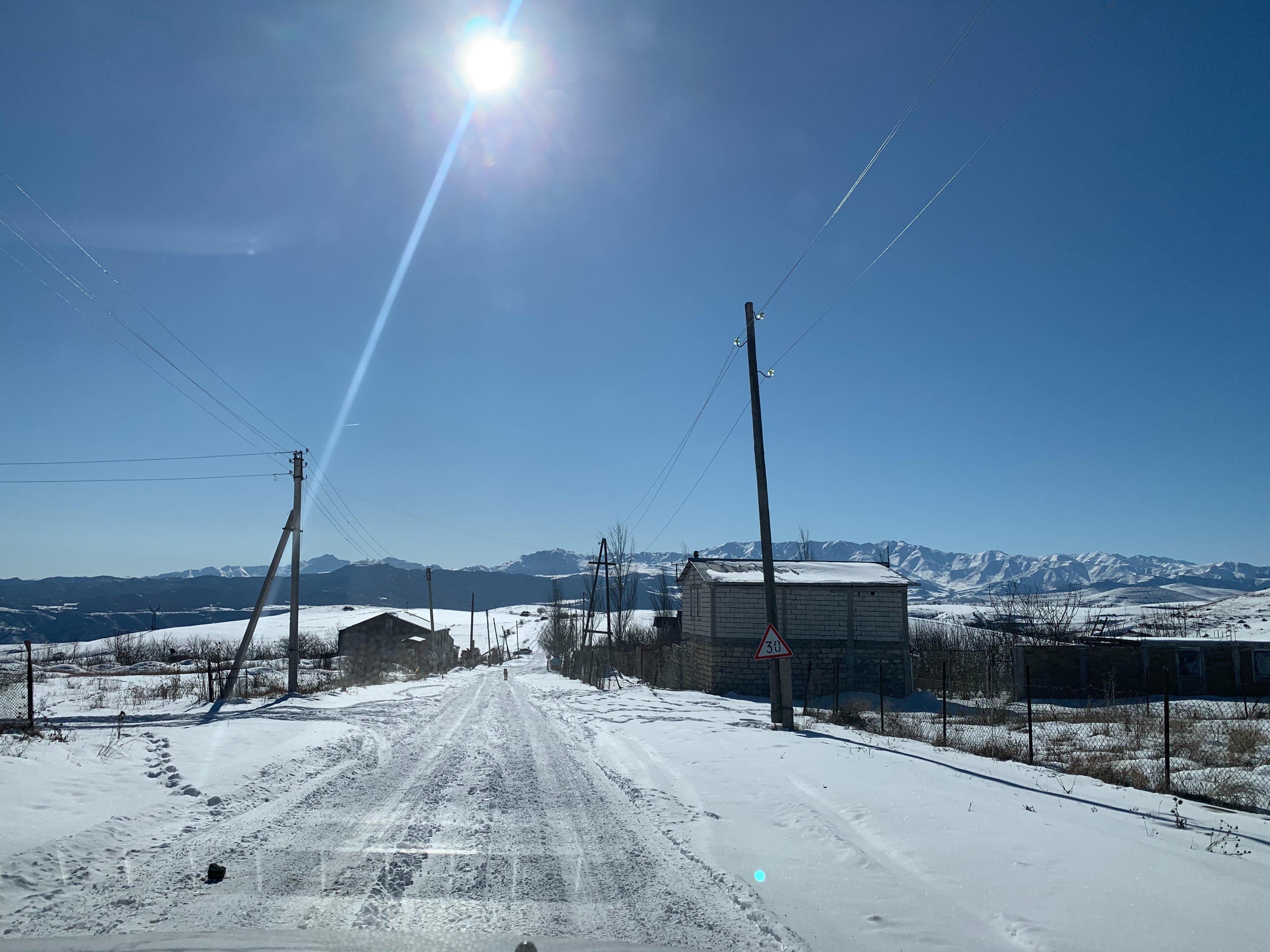
Зимний пейзаж

Церкви
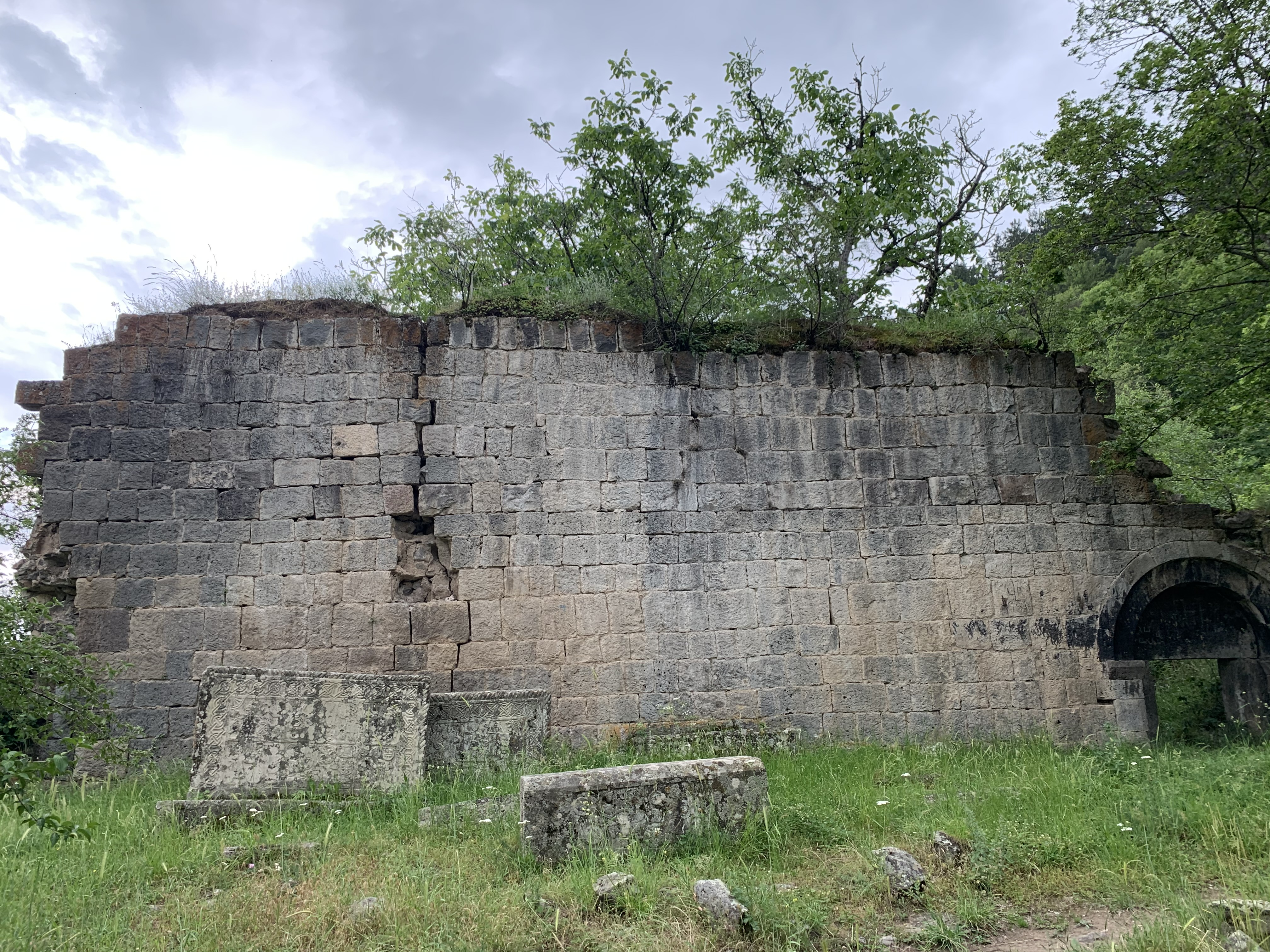
Разрушенная Пустынь, XIX век
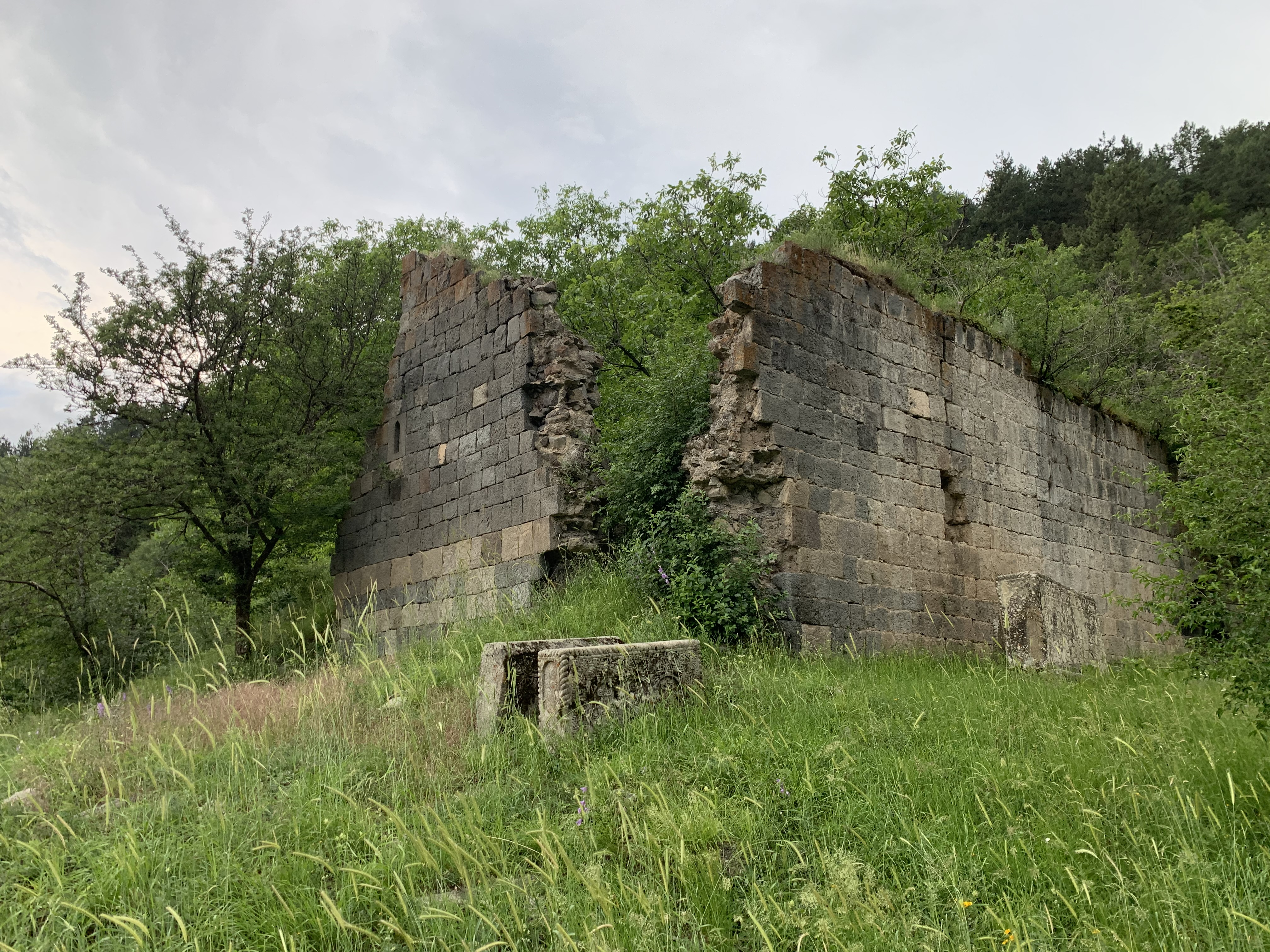
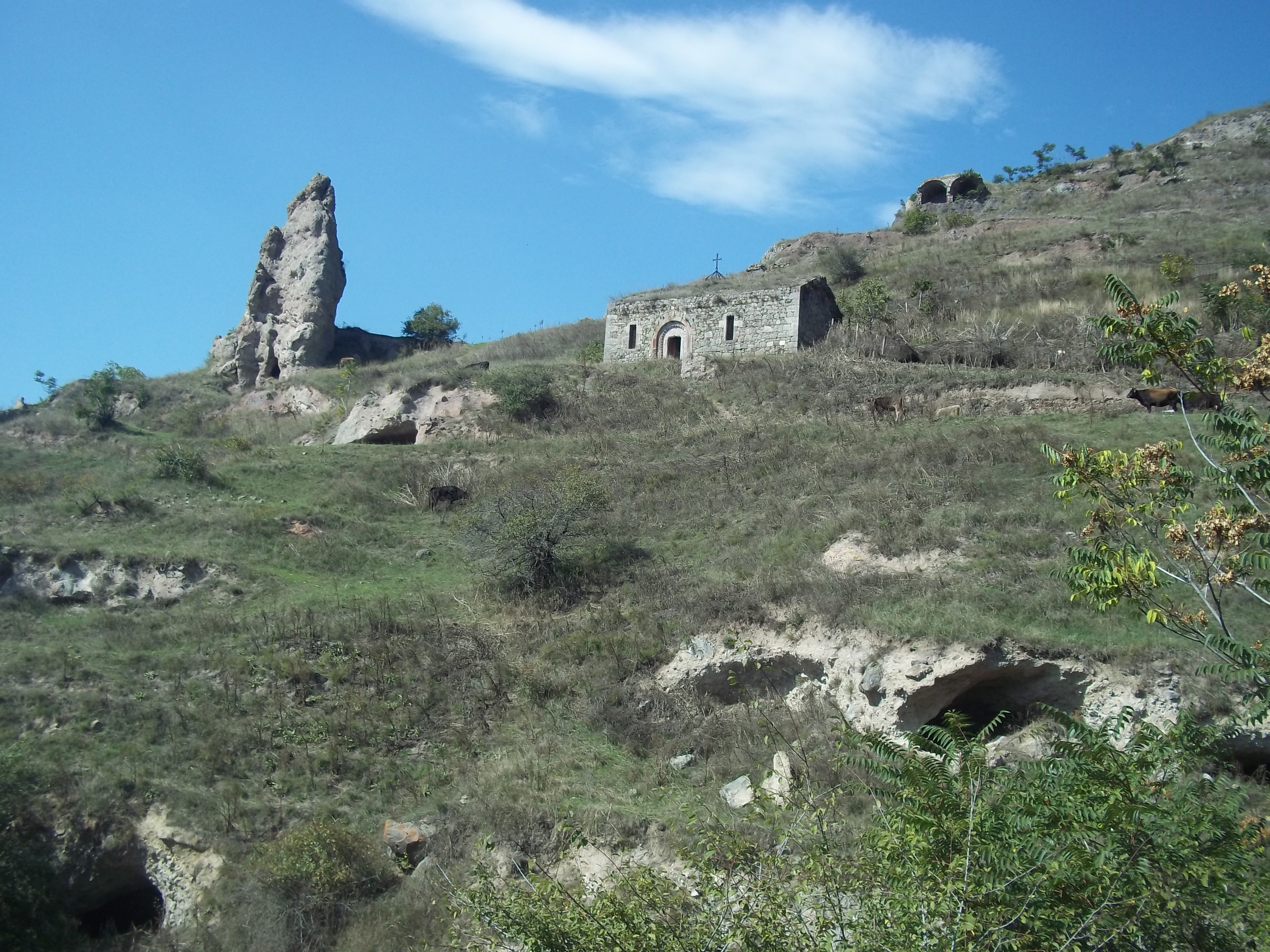
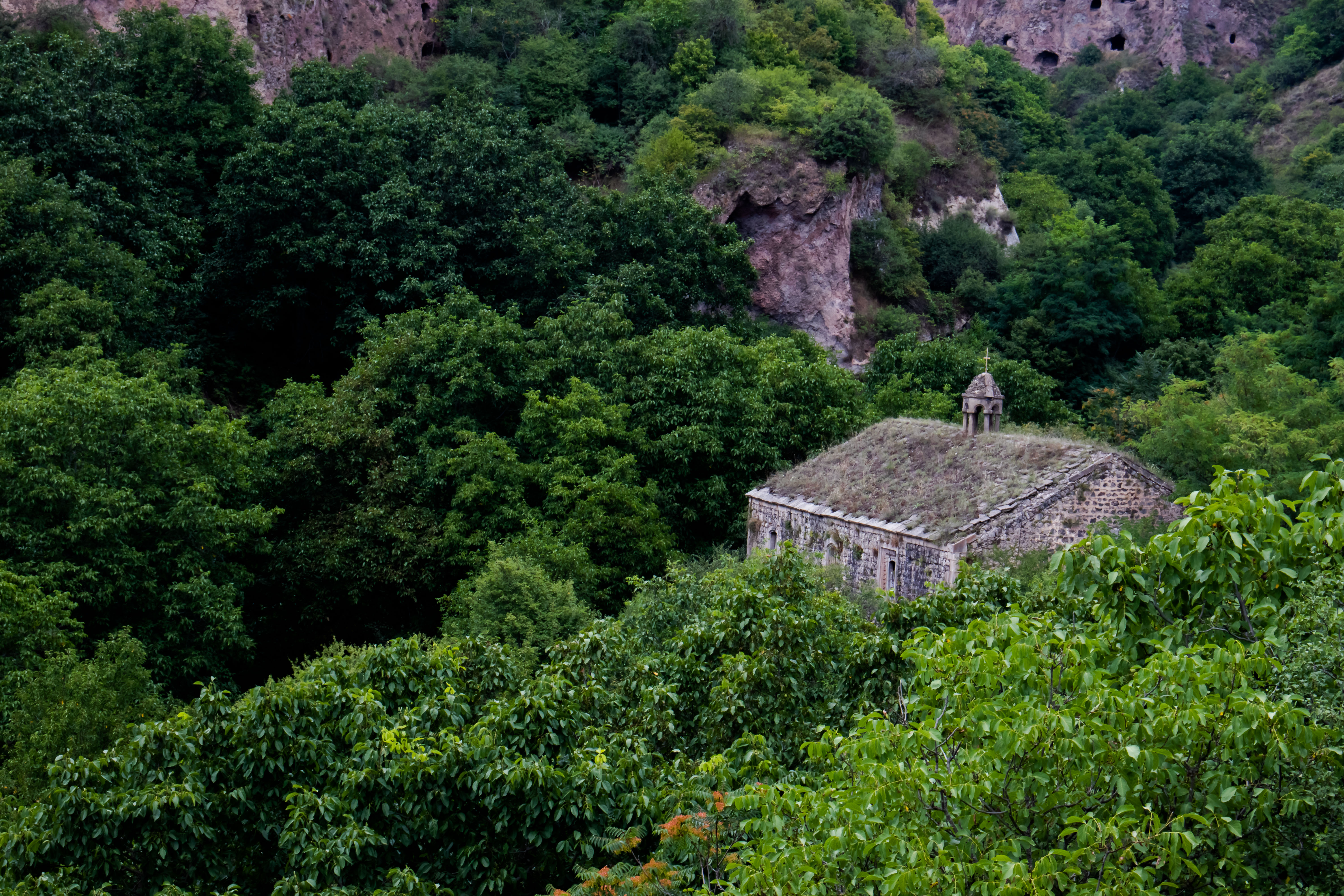
Церковь Святой Рипсиме, 1665 год
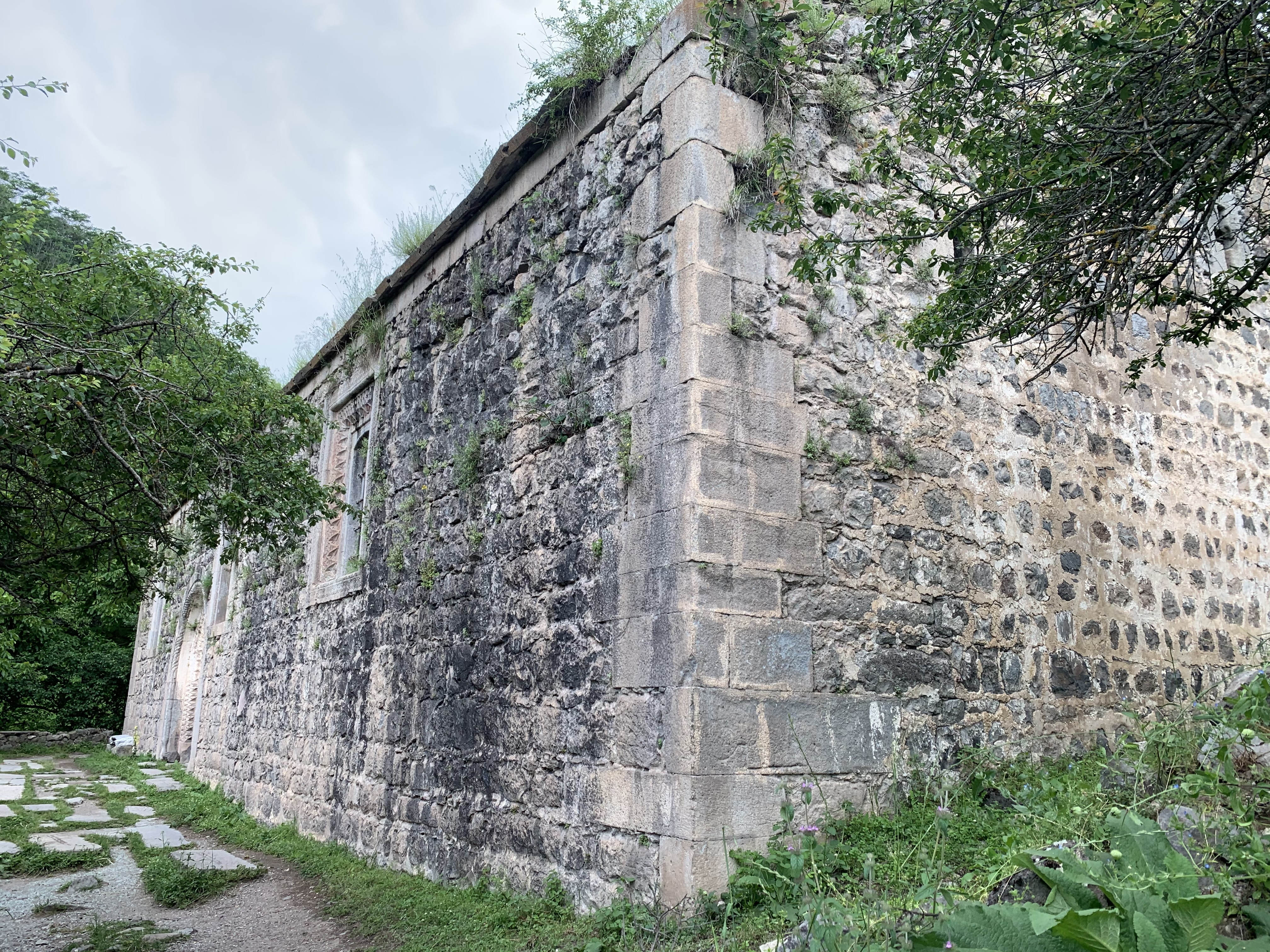
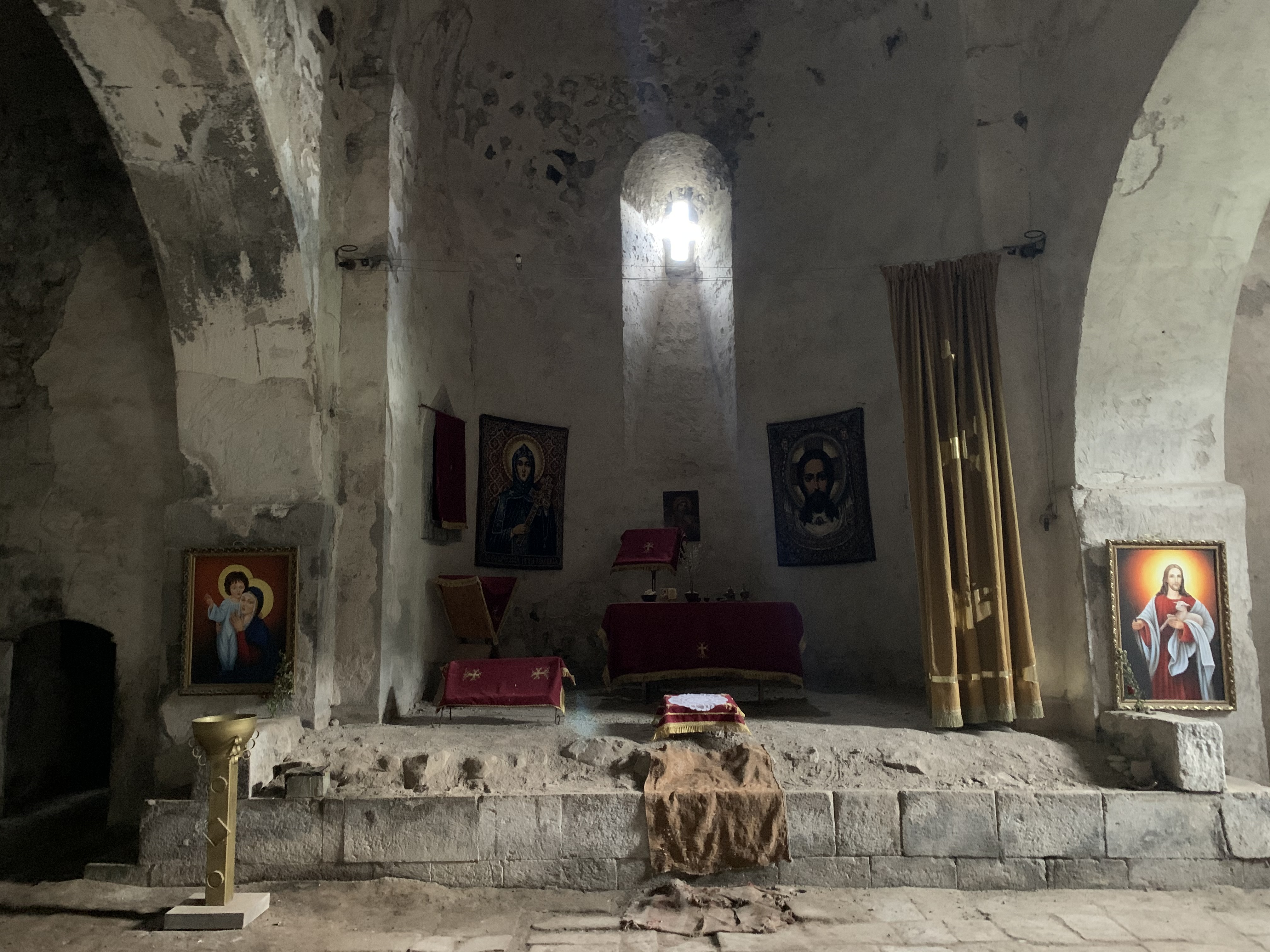
Интерьер церкви

Пещерные жилища
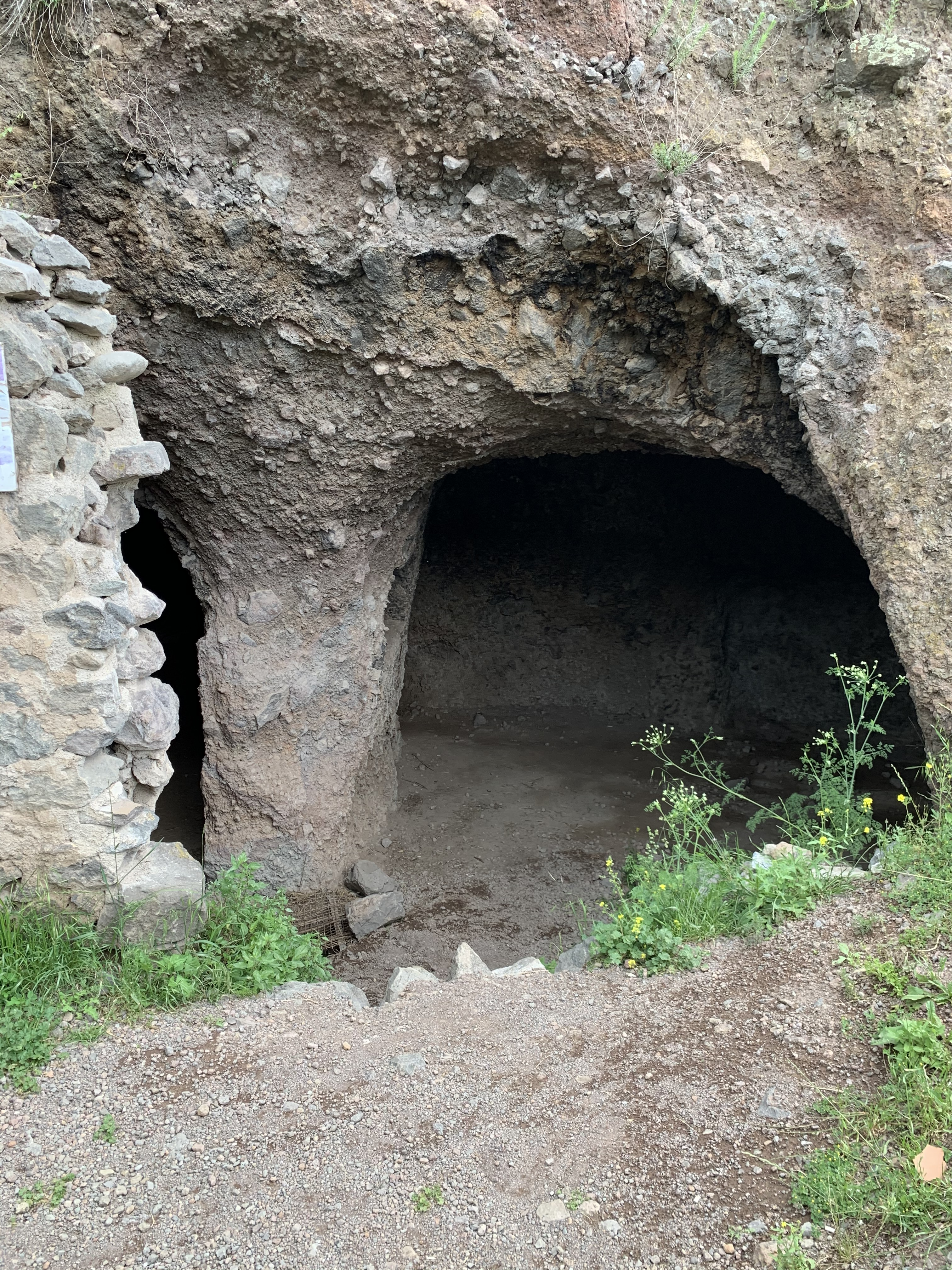
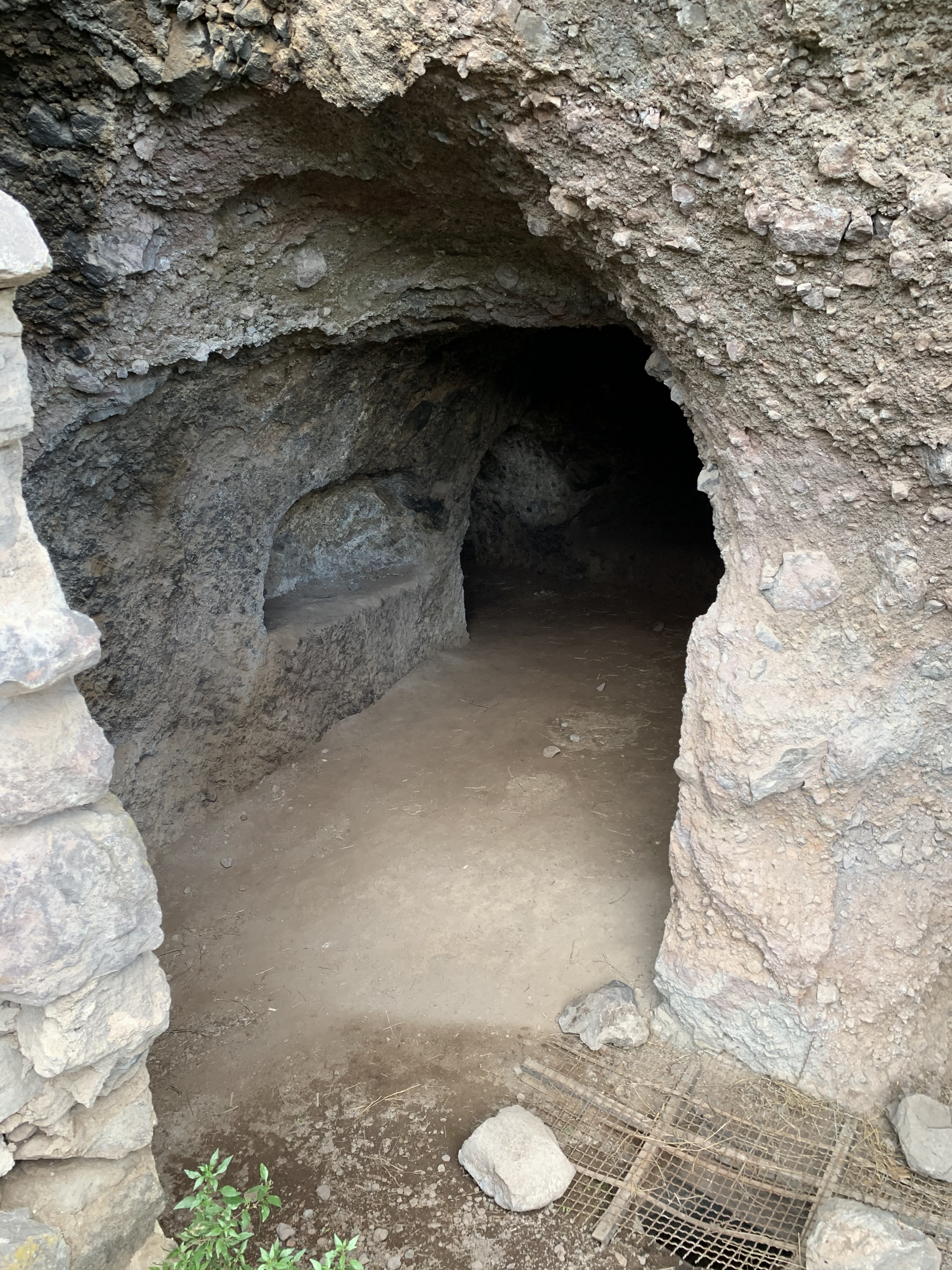
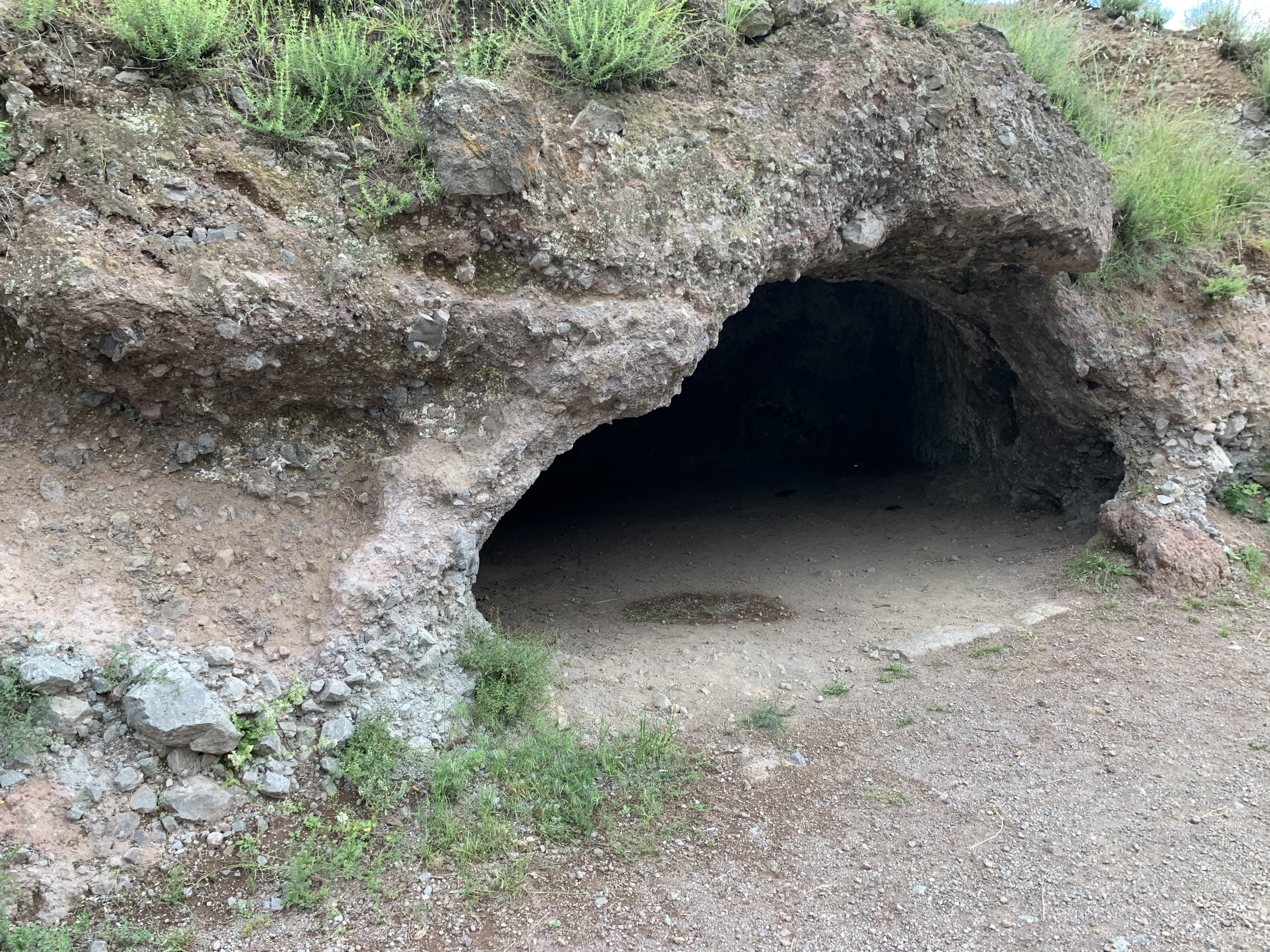
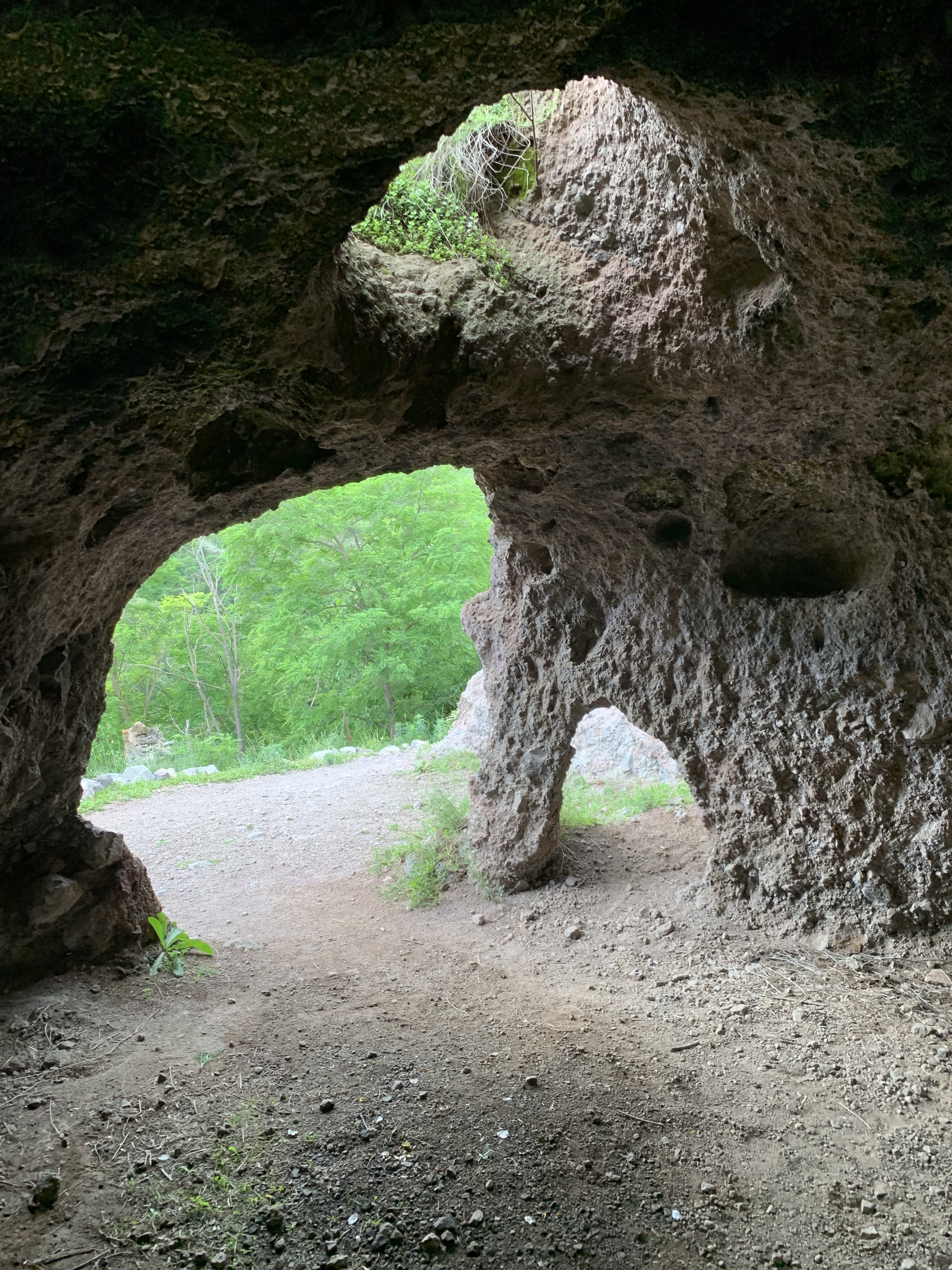
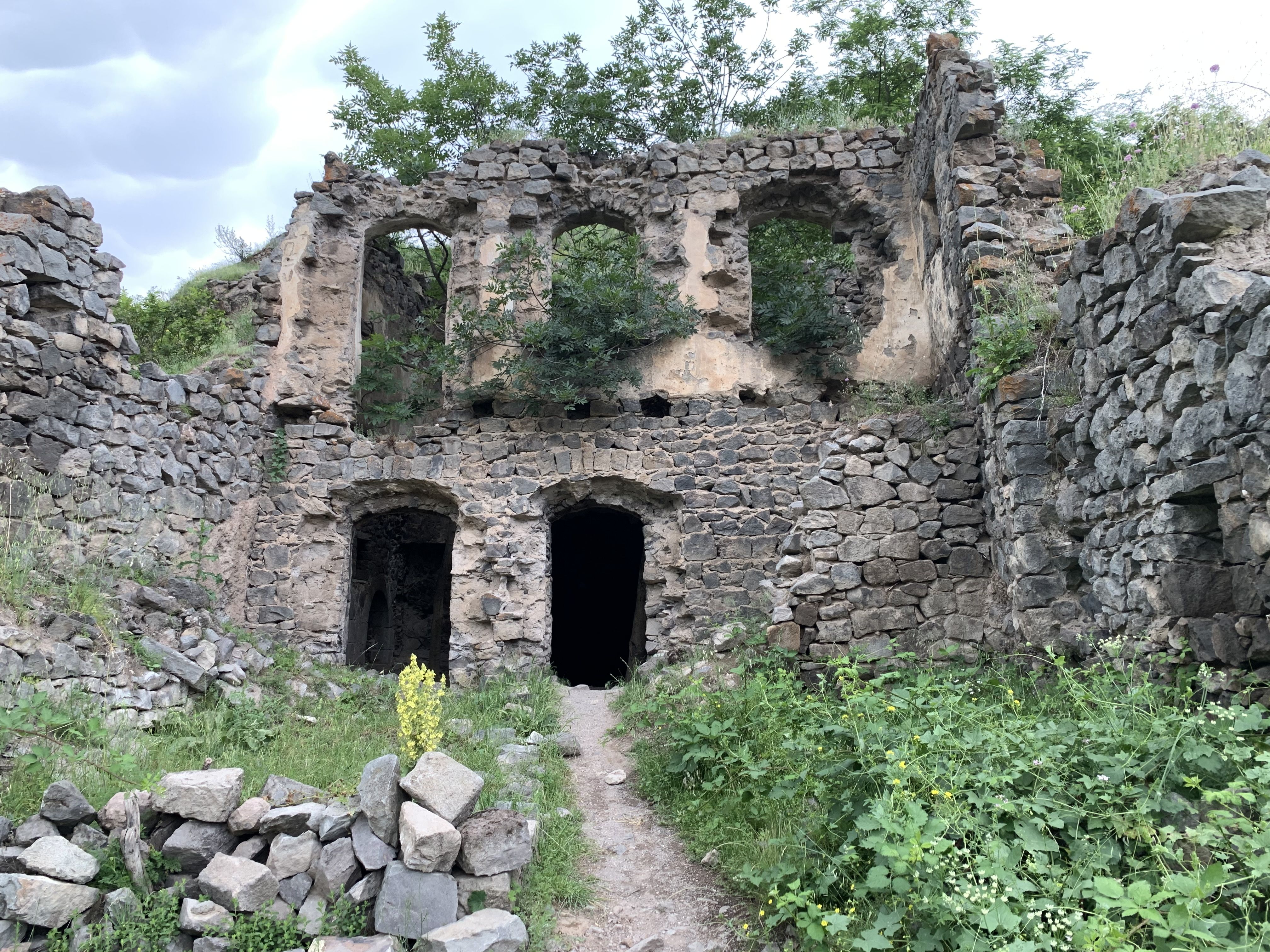
Дом XIX века соединённый с пещерой
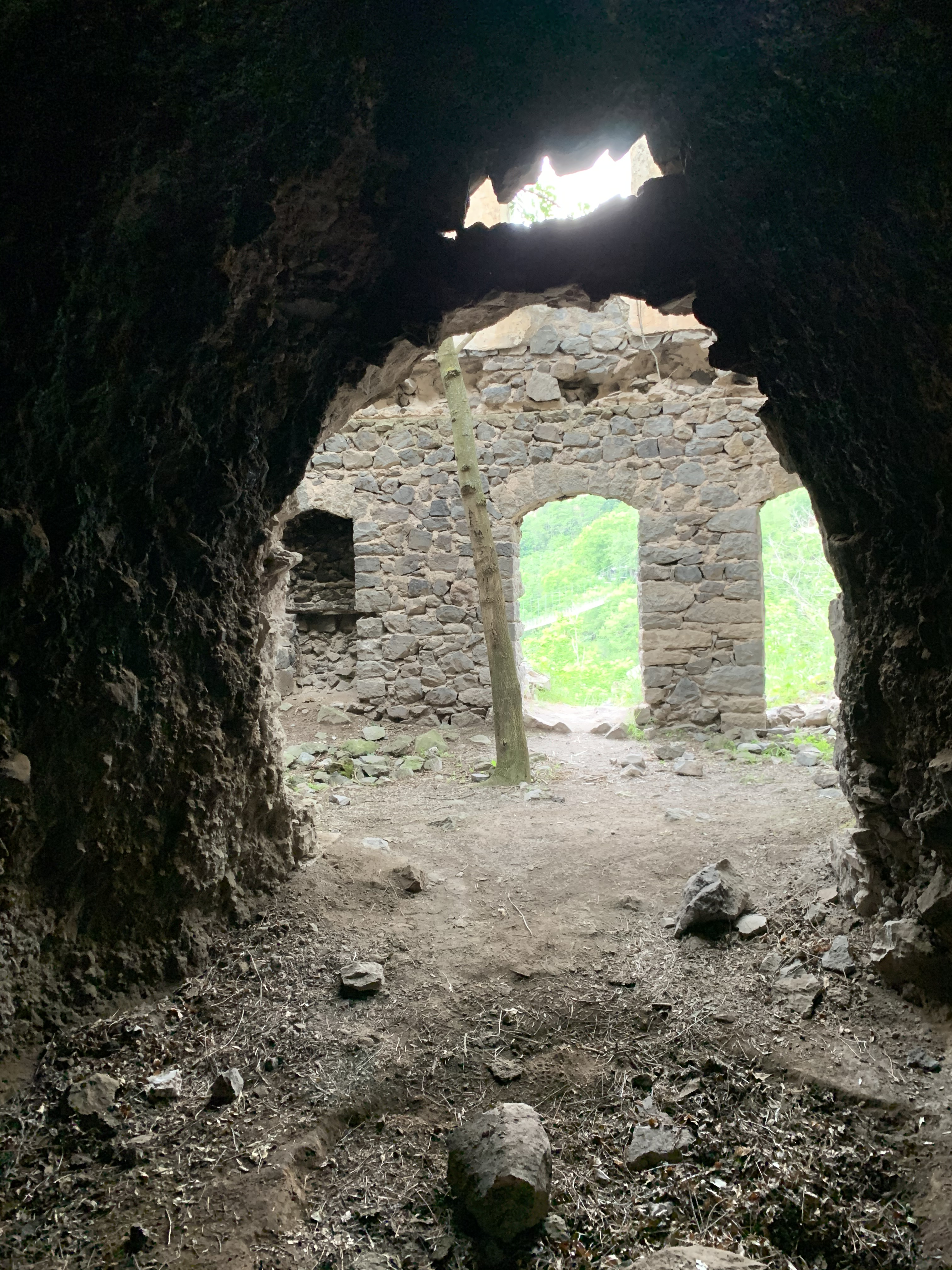
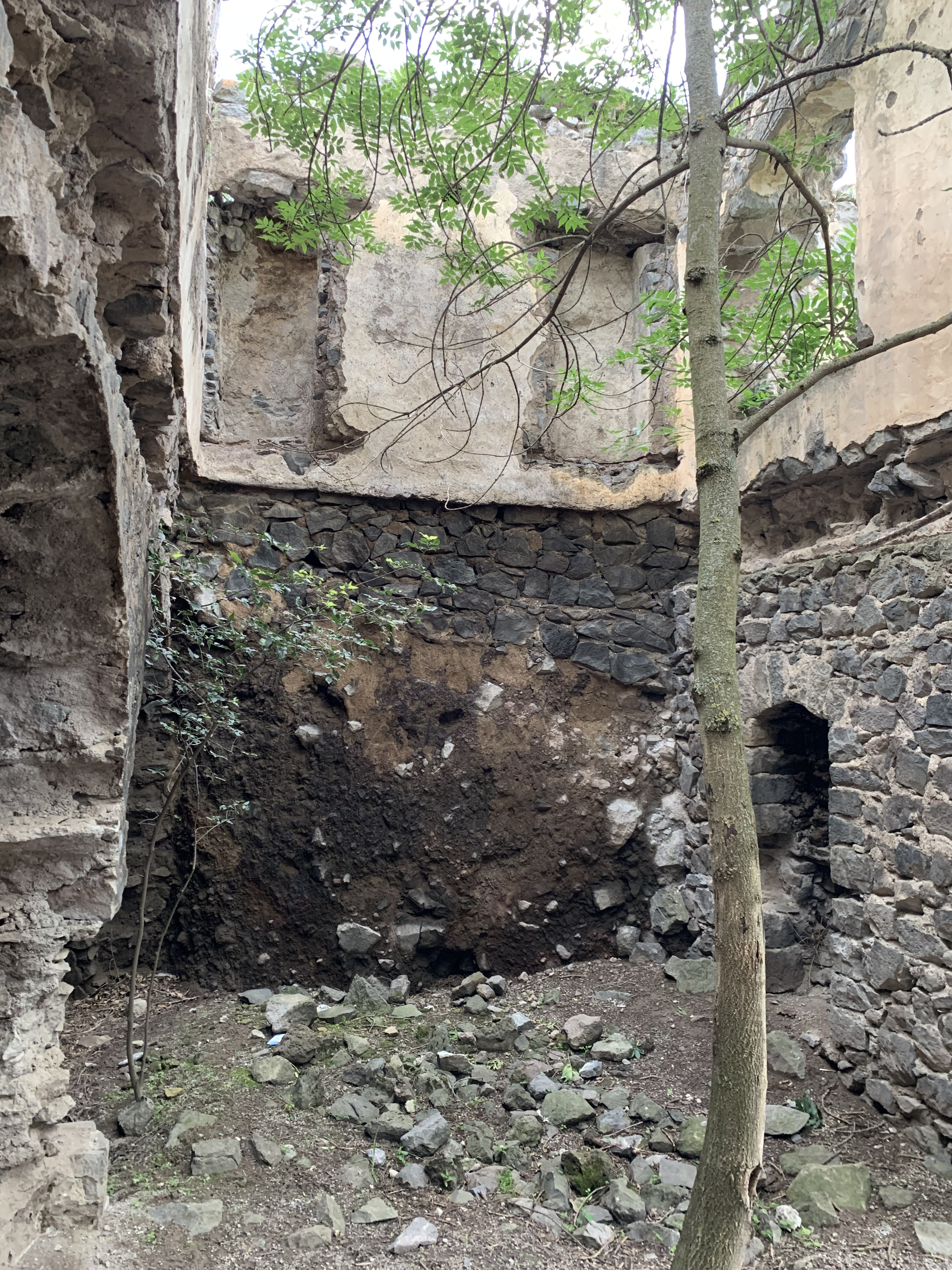
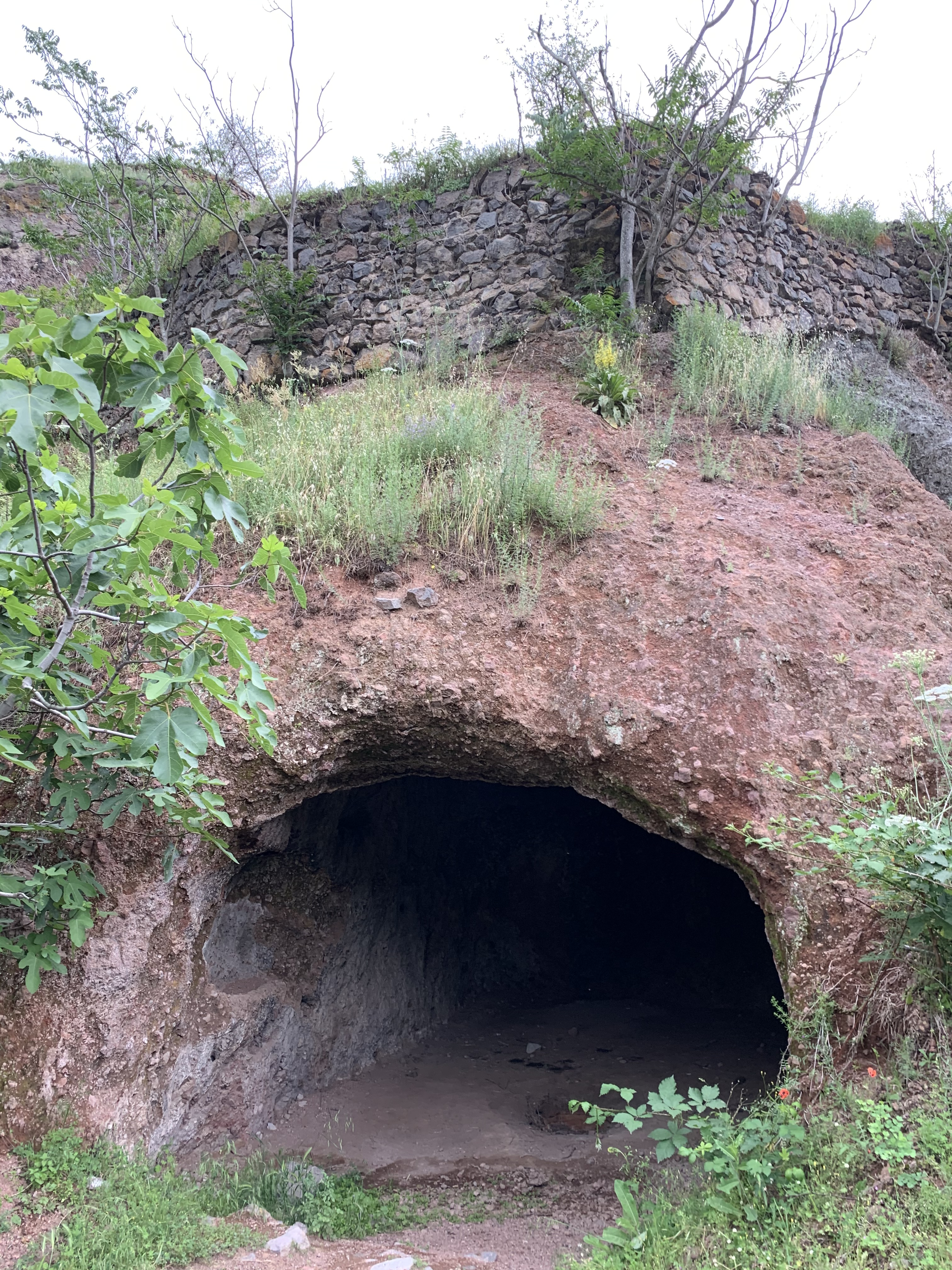
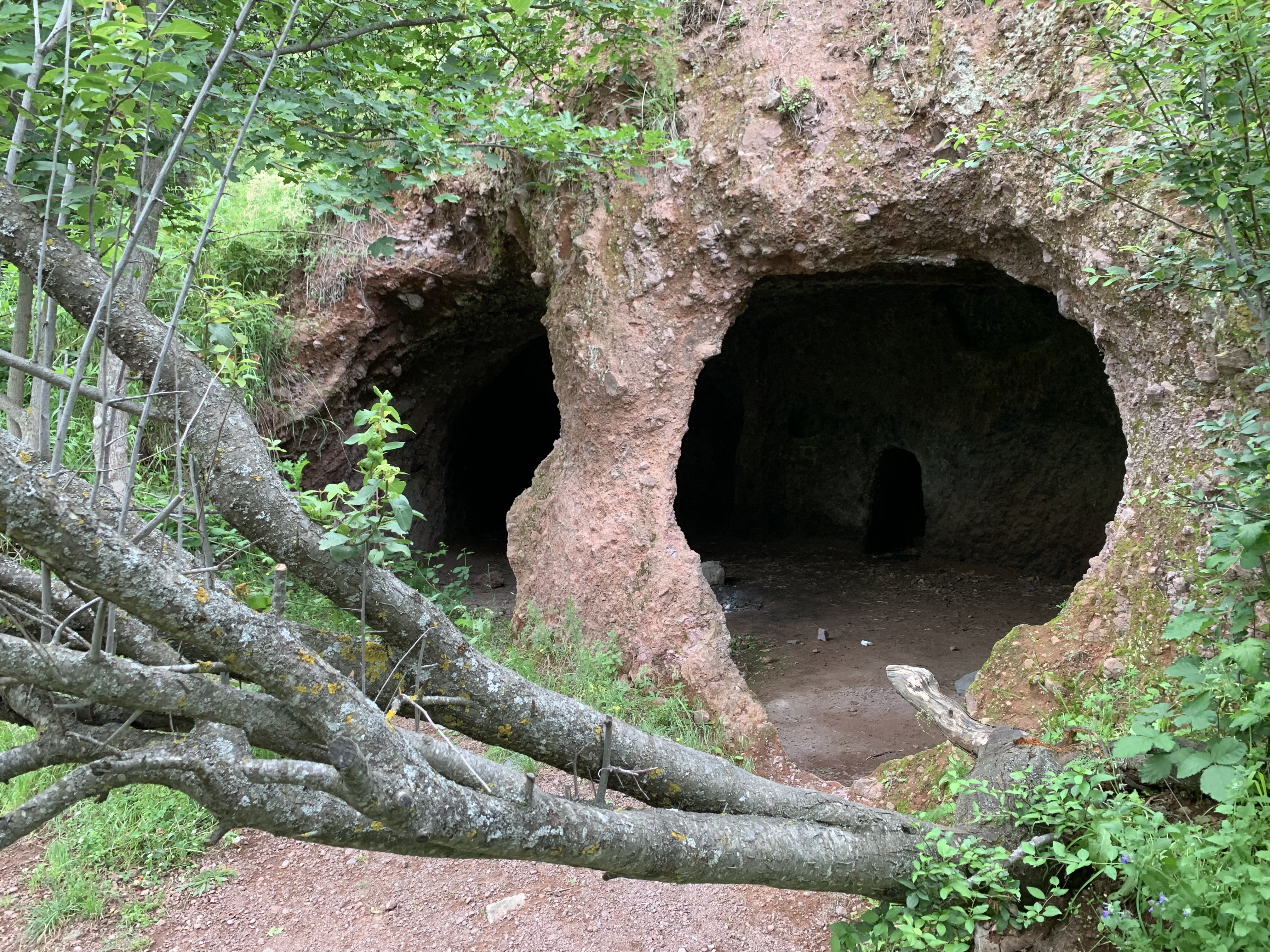